# Михайло-Коцюбинське
Миха́йло-Коцюби́нське, до 1935 року Козел — селище в Україні, в Чернігівському районі Чернігівської області. Центр селищної громади. Розташоване за 12 км від залізничної станції Чернігів. Статус селища — з 2024 року.

## Географія
Селищем протікає річка Вереб, що впадає в Десну.

## Історія

### Назва

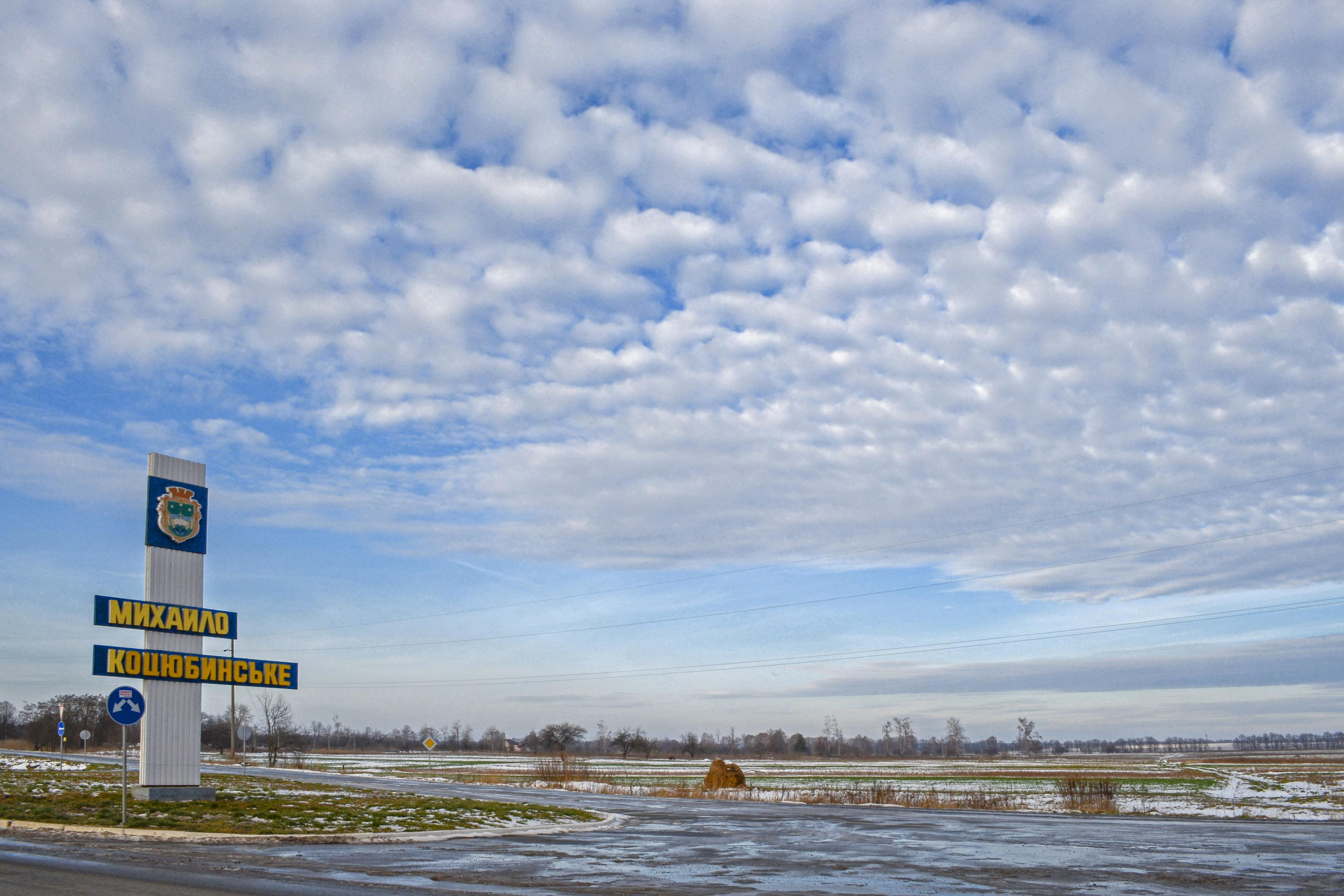
Стела на в'їзді

Існує три легенди походження назви селища «Козел». У О. Русова є згадка про річку Козел, яка протікала в густих лісах на захід від Чернігова.
Зберігся місцевий переказ про якусь матір-княгиню. У річці Вереп утопився син знатної пані-княгині. Мати прокляла річку. Там же потонула і сама княгиня. Утопила своє горе в болоті. З її сліз утворилося болото і виріс очерет. Цікаво, що люди намагалися врятувати свою улюблену річку. Це черговий варіант легенди часів неоліту про Золоту очеретину.
Серед старожилів збереглася легенда, що ніби то першим поселенцем села була людина з «козлиною борідкою», яка припливла по течії давньої річки Вереп.
Походження назви селища деякі дослідники пов'язують з прізвищем Козел, оскільки в документах зустрічається прізвище польського шляхтича Козел.
Першопоселенцем і засновником городка називають любецького боярина роду Козел. Типово сіверянсько- словенський топонім. З цього язичницького сіверського роду походив і засновник Козельця. Городок Козел більш давній град, ніж Козелець. Козел- це тотемне язичницьке прізвище давнього балканського сіверського роду. Один з найбільших сіверських прародів- вони заснували с. Козли, Козилівка, Козелець, Козел, Козелужци (Брагин), Козероги. Сіверяни густо оселилися в районі Любеча- Чернігова, цьому є багато топонімічних свідчень. Відбулося це в 2-3 ст. нашої доби. Топонім Козел шанований у всіх західних і південних слов'ян. Логічним буде повернення тисячолітньої історичної назви поселенню.

У книзі «Историко-статистическое описание Черниговской епархии за 1873 год» Філарета (Гумілевського) знаходимо пояснення виникнення поселення:
|  | По самому названию поселение древнее, не гетманское, которому известен кацап, а не козел; и как древнее имение епископской кафедры, поселение дотатарское. Потому оно конечно было в числе сел опустошеных в 1148г…. Пустым оно было в это время от того, что при Брюховецком опустошеный были многия села около Чернигова, как и самый Чернигов |

### Рання історія
Вперше згадується в Чернігівській переписній книзі 1666 року. Поблизу селища виявлені поселення періоду Київської Русі (X—XIII ст.).
Острів (земля) Красна гряда відомий до 1571 р. і визначає кордони і територію маєтності Козел. За польського часу село належало домініканам. Річка Козел згадується 1619 р. і названа від імені поселення. Таке явище часто спостерігається. В переписних книгах 1667 р. згадується монастирське пусте село Козел Борисоглібського монастиря. Пусте- тут означає, що воно не мало власника, було покинуте домініканами. Називалося воно Булахівкою- бо рід Булах за домінікан був відомою родиною гутників. Знайдений скарб 460 європейських срібних монет 17 ст. свідчить про давнину і заможність поселення і заперечує твердження про «пусте поселення».
Належало чернігівському Борисоглібському монастиреві. У XVIII ст. входило до Любецької сотні Чернігівського полку.
З 1782 року — центр Козлянської волості Чернігівського повіту Чернігівської губернії. Уже 1739 р. налічувалося 2 храми, 2 тис. прихожан. Петропавлівський храм належав козакам Козлянського куреня і мав у 1770 р. — 882 прихожан. Дмитрівський храм об'єднував 1327 посполитих селян. У 1782 р. — приїжджий монастирський дім на 6 покоїв, винокурня на 5 котлів, 70 козацьких хат, 94 монастирські хати, 5 хат священників. 1801 р. — 940 ревізьких душ.  
За даними на 1859 рік у казенному, козацькому й власницькому селі мешкала 2750 осіб (1359 чоловічої статі та 1391 — жіночої), налічувалось 448 дворових господарства, існували 2 православні церкви, приходське училище, волосне правління, сільська розправа.
Станом на 1886 у колишньому державному й власницькому селі мешкало 3029 осіб, налічувалось 442 дворових господарства, існували 2 православні церкви, школа, лікарня, 3 постоялих будинки, лавка, 44 вітряних млини, 2 маслобійних заводи.
За переписом 1897 р. — 3891 житель, 724 двори, церква, земська школа, бібліотека. Волосний центр з хуторами Круглий (13 дворів, 82 жителі), Лихачов, Луговий, Неаполітановщина (4 двори), Палей (35 жителів). 1924 р. — 843 двори і 3962 жителі.
За переписом 1897 року кількість мешканців зросла до 3470 осіб (1644 чоловічої статі та 1826 — жіночої), з яких 3417 — православної віри.

### Радянський час
Радянську владу встановлено в січні 1918 року. У 1921 році відкрито колбуд, аптеку, бібліотеку, у 1927 році — семирічну школу, у 1935 — середню. 
У 1923 році створено Козлянський район. В селі нараховувалось 843 господарства, проживало 3902 особи. У 1926 р. у районі проживало понад 36 тисяч жителів.
У 1931 році організовано три колгоспи, відкрито будинок культури. У 1935 — 1962 рр. М.-Коцюбинське — райцентр.
Під час організованого радянською владою Голодомору 1932—1933 років померло щонайменше 354 жителі селища.
У 1935 році село було перейменовано на честь класика української літератури М. М. Коцюбинського і з того часу і район називається Михайло - Коцюбинський.
У період Німецько-радянської війни в районі працював підпільний райком на чолі з колишнім секретарем РК КПУ Новиковим П. С.
Радянські війська увійшли у Михайло-Коцюбинське 20 вересня 1943 року.
Після окупації під керівництвом Погорілого І. П., Ященка Д. Н., Лисенка Г. Ф., Мироновича Д. П. досить швидко став відбудовуватися райцентр, були заново побудовані приміщення райкому, райвиконкому, лікарні, школи, банку, пошти, бібліотеки, Будинок Культури на 300 місць. В грудні 1962 році М.-Коцюбинський район ліквідовано.
На території селищної Ради були розташовані такі організації: колгосп ім. Войкова, ватиновий цех, міжколгоспний лісгосп, міжколгоспний комбікормовий завод, відділення зв'язку, АТС, будинок побуту, музична школа, лікарня, аптека, ветлікарня, ясла — садок, будинок культури, дві бібліотеки, історичний музей, два комунгоспи.
Урочища — Княгиня, Лиса гора, річка Верепет (Вереб).

### Сучасна історія
Смт Михайло-Коцюбинське Чернігівської області звільнено від російських загарбників, повідомляється на сторінці у фейсбуці Оперативного командування "Північ" у суботу 2 квітня 2022 року
.

## Сполучення

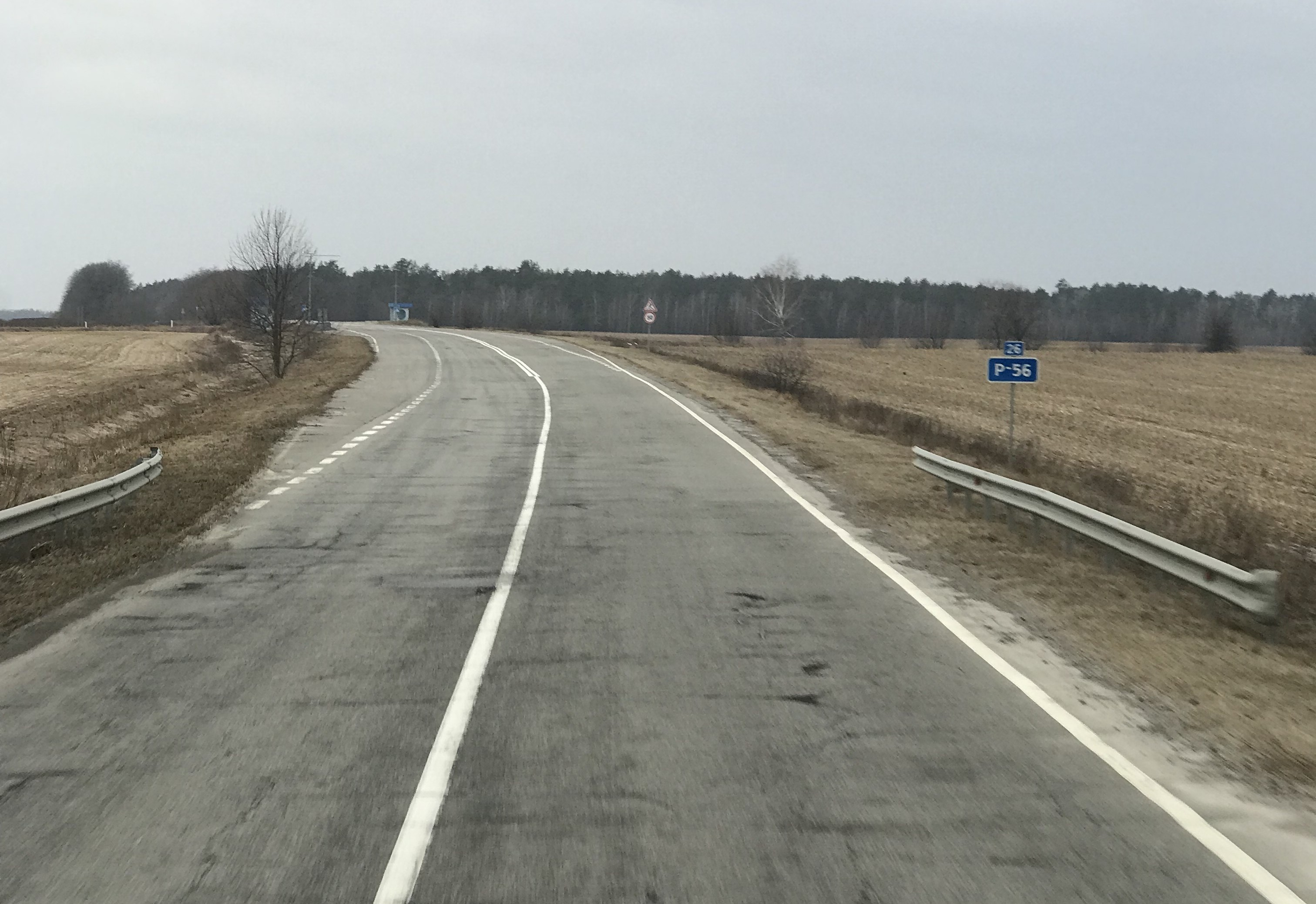
Автошлях Р 56 біля Михайло-Коцюбинського

Через селище проходить регіональний автошлях Р56 Чернігів — Чорнобиль

## Населення
Етнічний склад: переважно українці.

### Чисельність населення
| 1959 | 1979 | 1989 | 2001 | 2016 | 2022 |
| ---- | ---- | ---- | ---- | ---- | ---- |
| 2904 | 3456 | 3529 | 3051 | 2929 | 2797 |

### Мова
Розподіл населення за рідною мовою за даними :
| Мова            | Кількість | Відсоток |
| --------------- | --------- | -------- |
| українська      | 2904      | 95.91%   |
| російська       | 107       | 3.53%    |
| вірменська      | 9         | 0.30%    |
| білоруська      | 7         | 0.23%    |
| інші/не вказали | 1         | 0.03%    |
| Усього          | 3028      | 100%     |

## ЗМІ
У різний час видавалися газети «Колгоспний комсомол», «Колгоспний шлях», «Колгоспна правда».

## Персоналії
- Баран-Бутович Степан Гаврилович  (1877—1944 розстріляний) — український вчений, відомий чернігівський історик-краєзнавець, український націоналіст. Під час війни завідувач відділу освіти і культури управи м. Чернігова. Брешинський Володимир Олегович — військовослужбовець 13-го батальйону територіальної оборони Чернігівської області. Помер в Київському шпиталі від поранень, отриманих під час боїв в Луганській області.
- Дуз-Хотимирський Федір Іванович — український шаховий майстер, учасник багатьох турнірів першої половини ХХ сторіччя, один з організаторів Київського Шахового Товариства.
- Гаврило Левченко (1879-?)- письменник «розстріляного відродження»[11].
- Василь Еллан-Блакитний (1892—1925) — український письменник. Походив з відомої старовинної родини священників Елланських. Поет, боротьбист, романтик революції, «перші хоробрі». Нарком пропаганди УРСР. При цьому його твори комуністами були оголошені націоналістичними. Пам'ятник поету в Харкові було знято.
- Загривний Максим — український поет, сатирик, військовий і політичний діяч, учасники 1-го Конгресу ОУН.
- Томилко Іван Миколайович (1986—2015) — сержант Збройних сил України, учасник російсько-української війни.

## Галерея

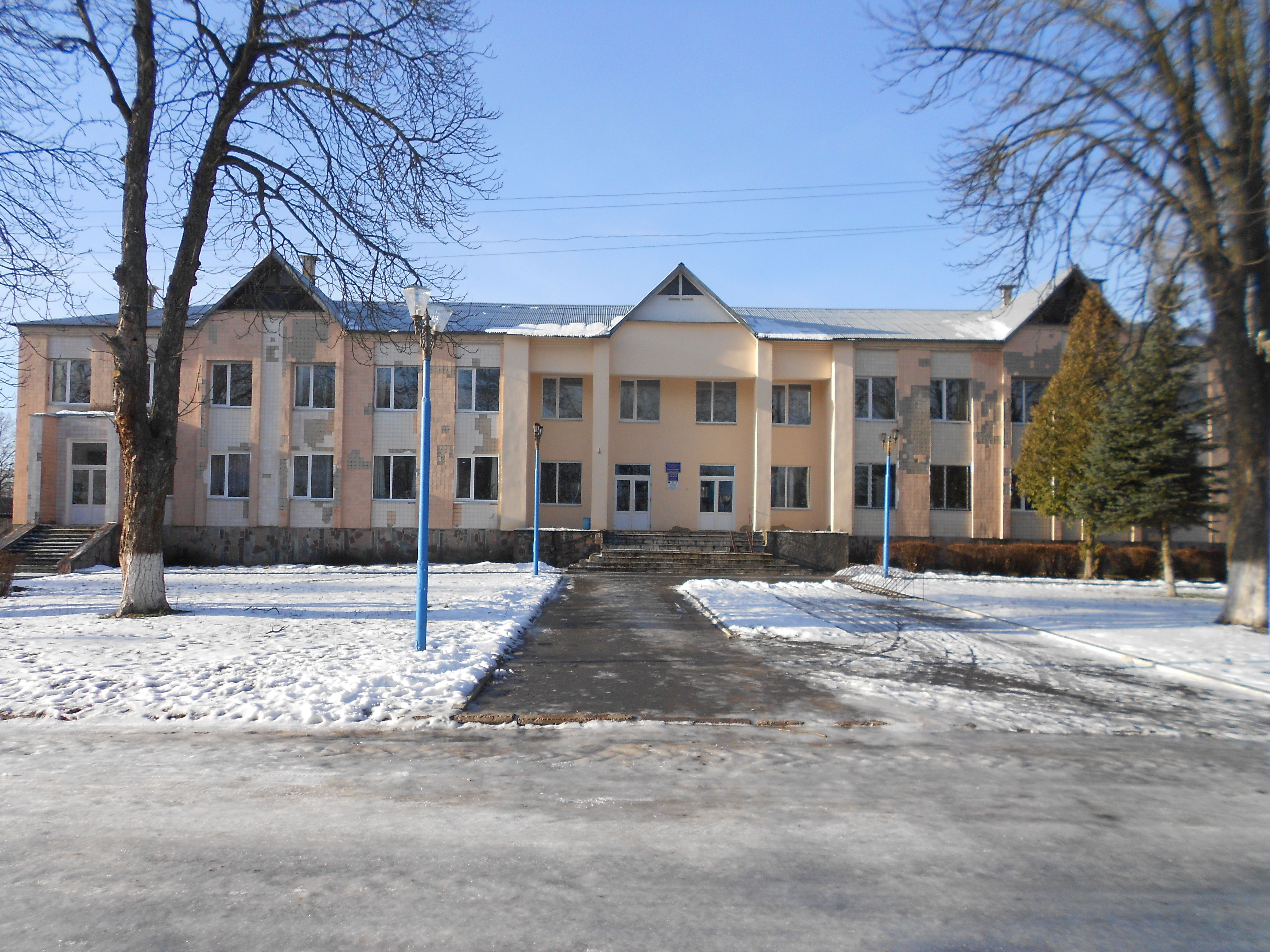
Лікарня в центрі
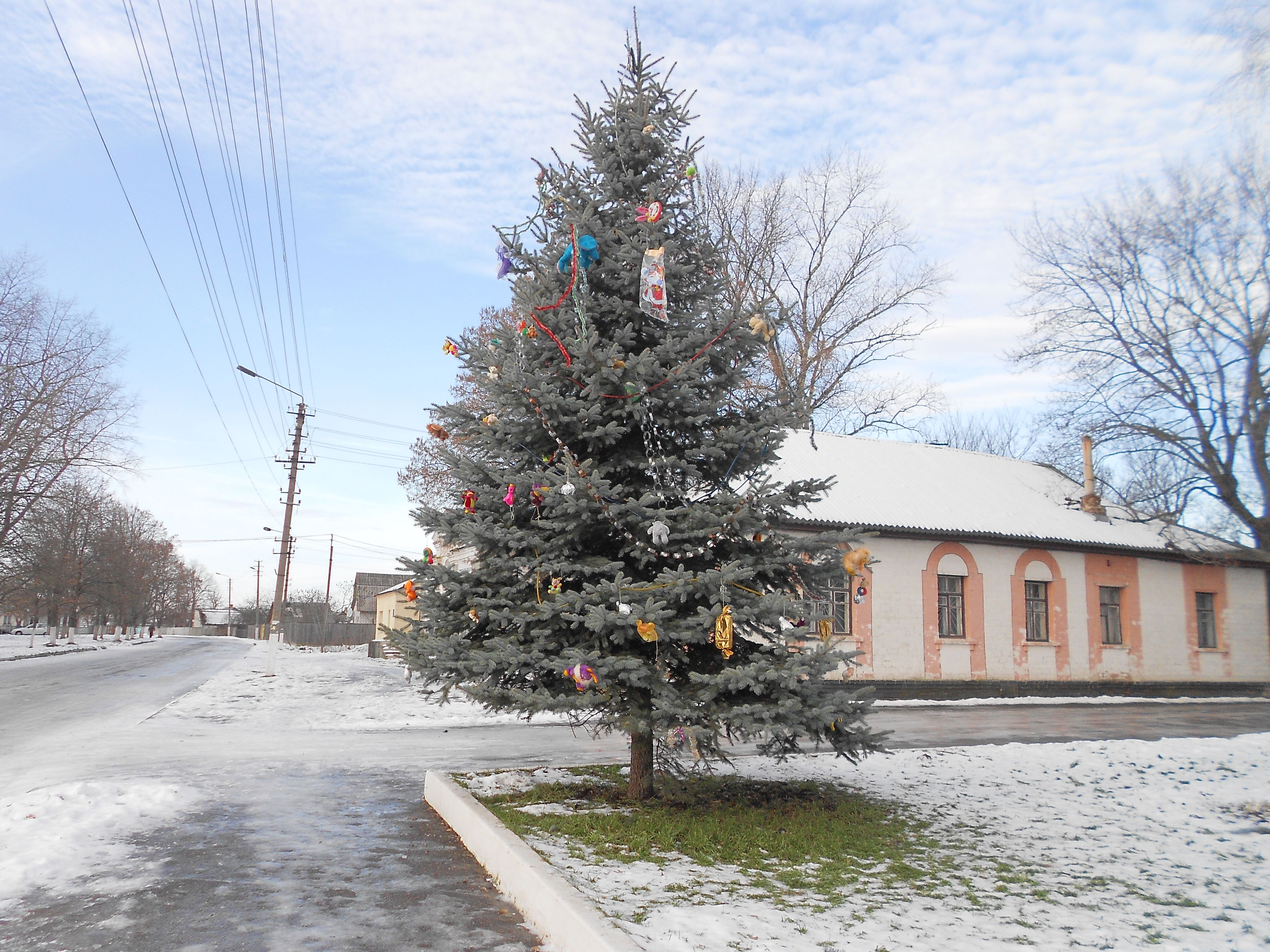
Новорічна ялинка в центрі, грудень 2013
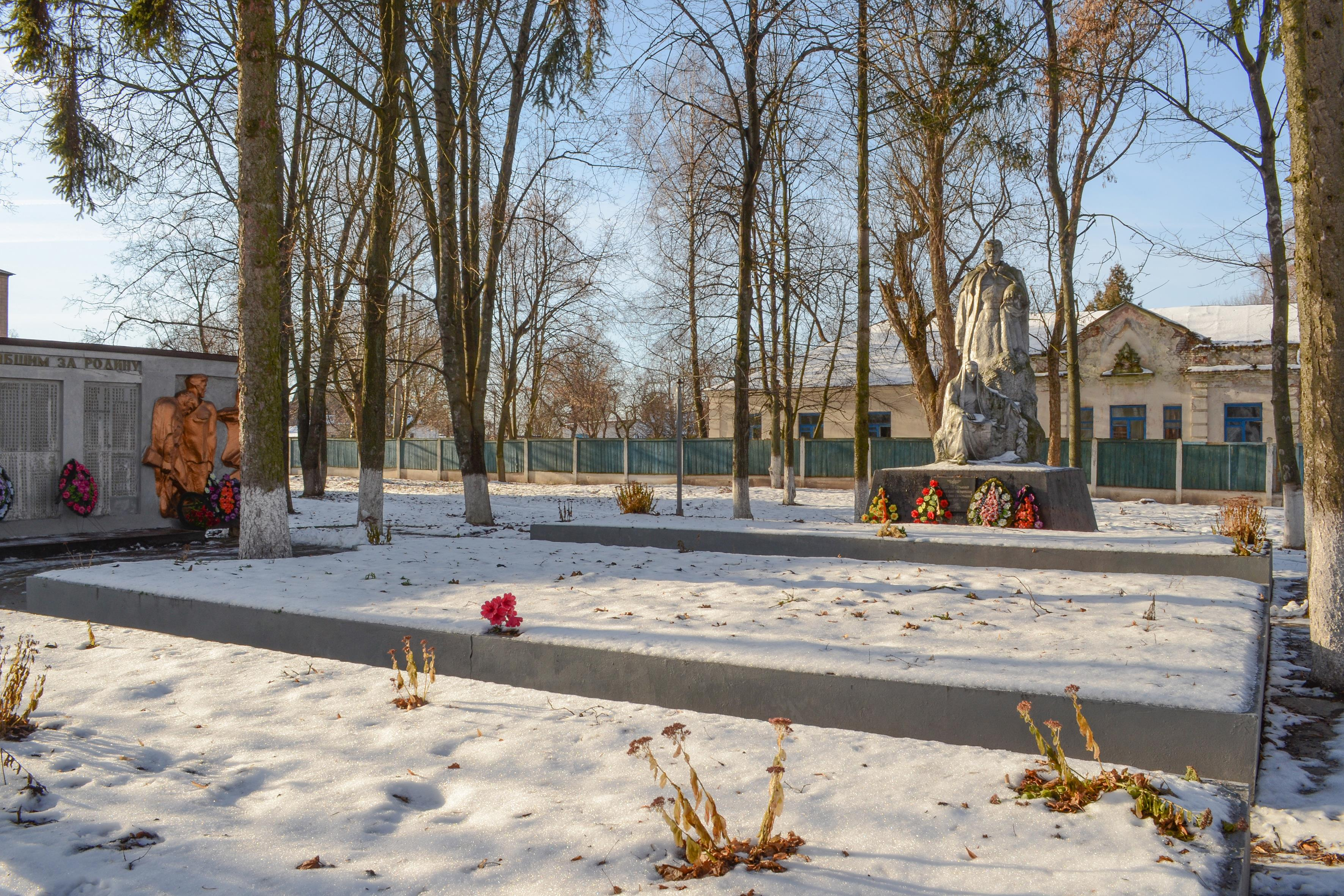
Меморіал Другої світової війни
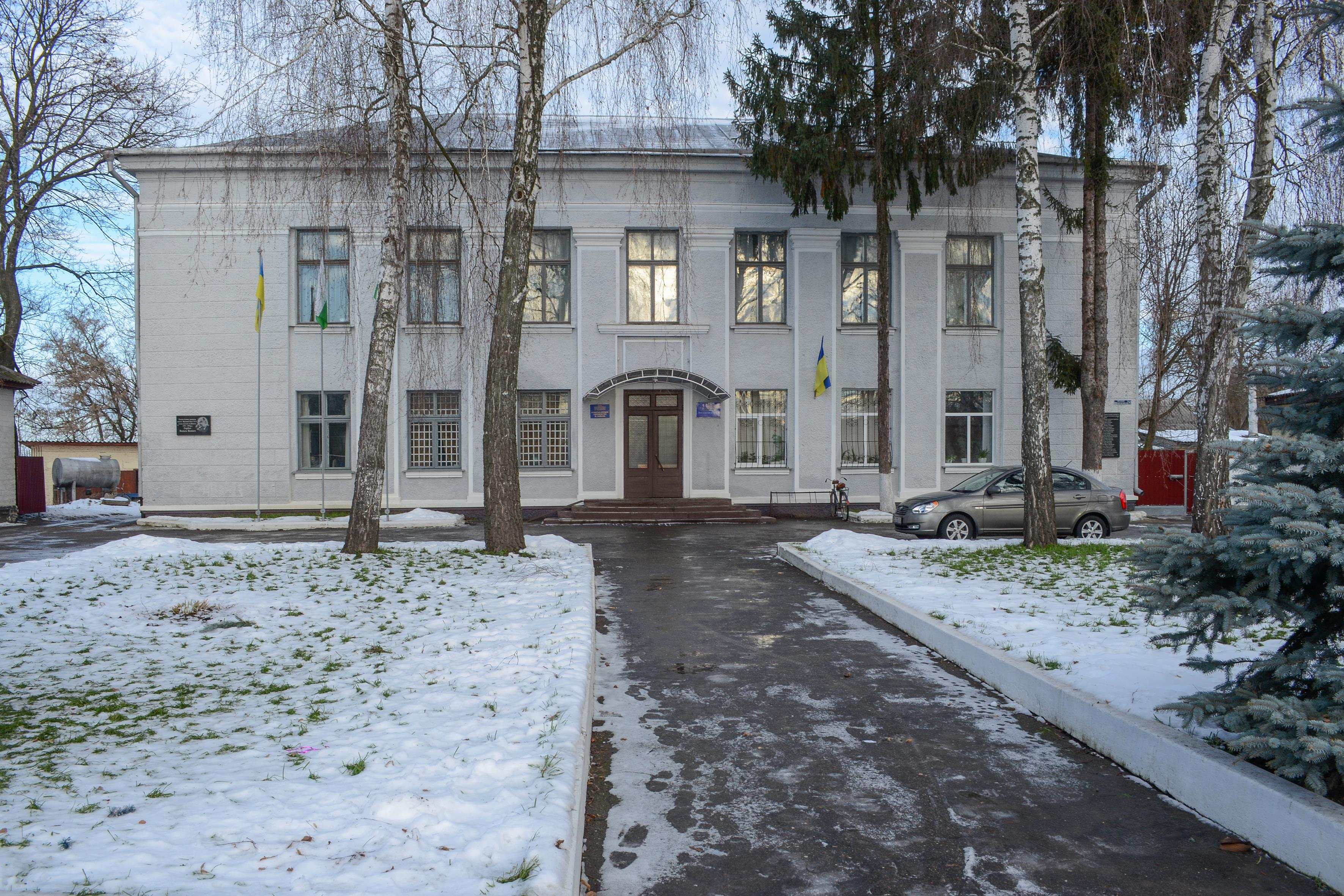
Селищна рада
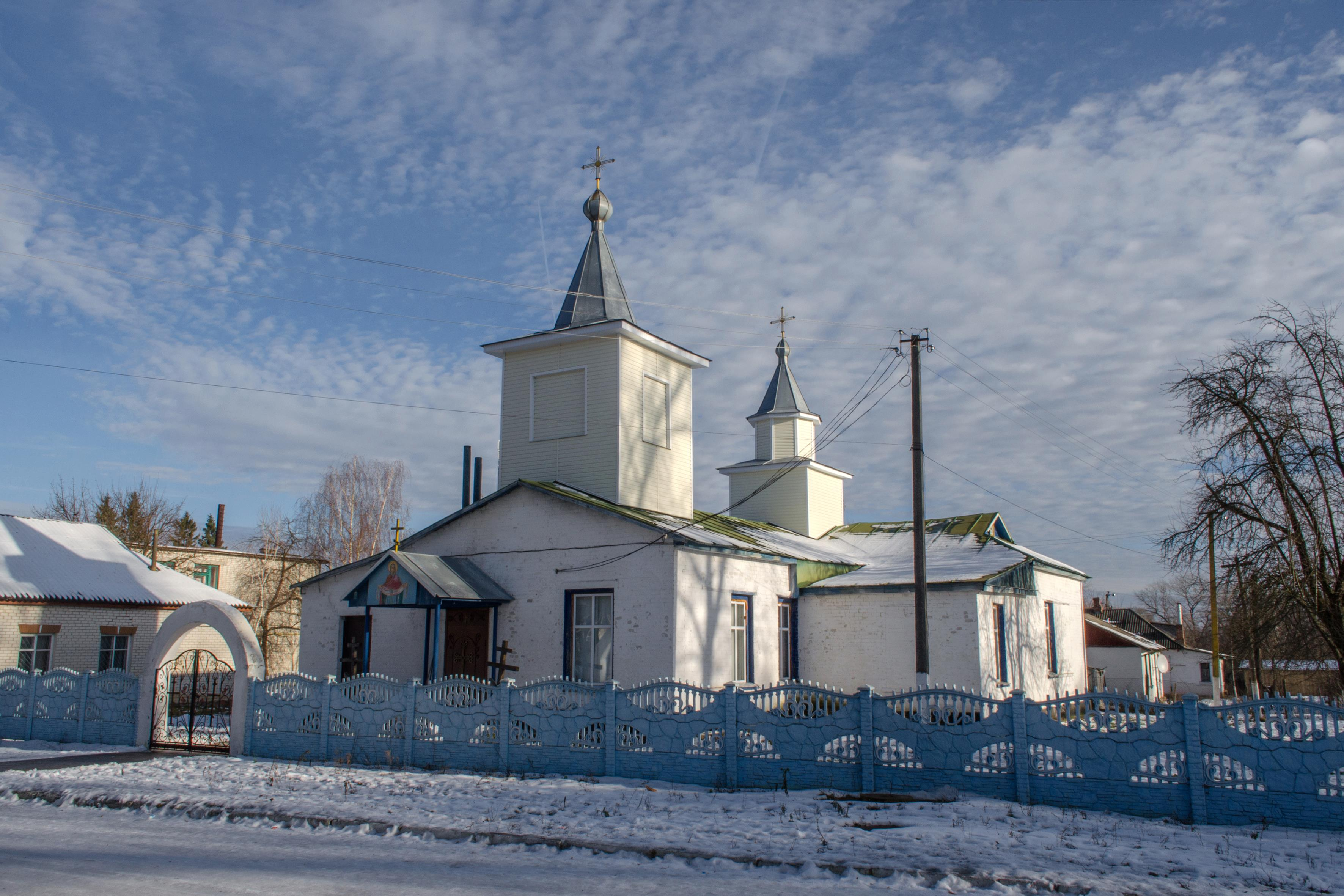
Церква
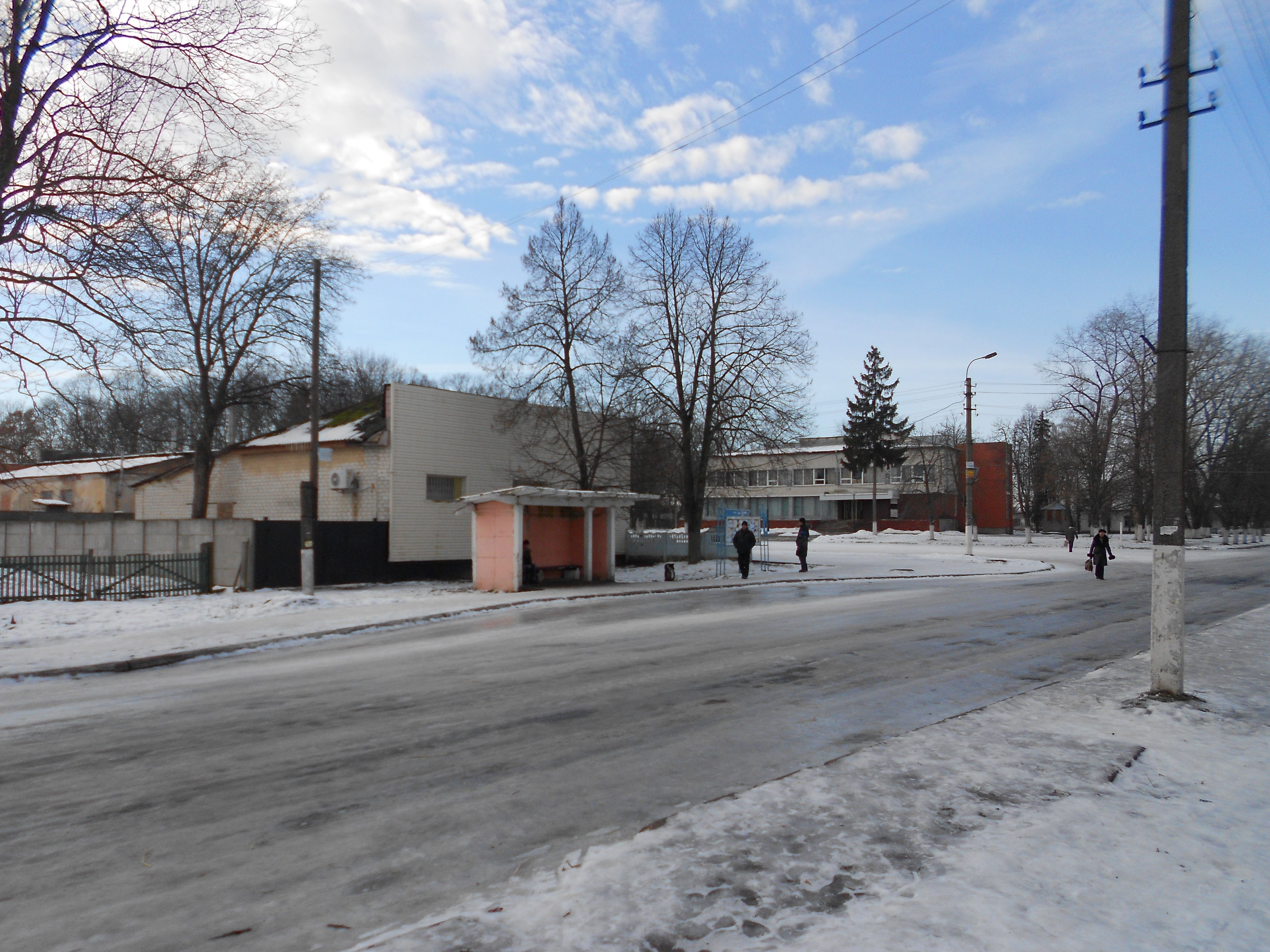
автобусна зупинка
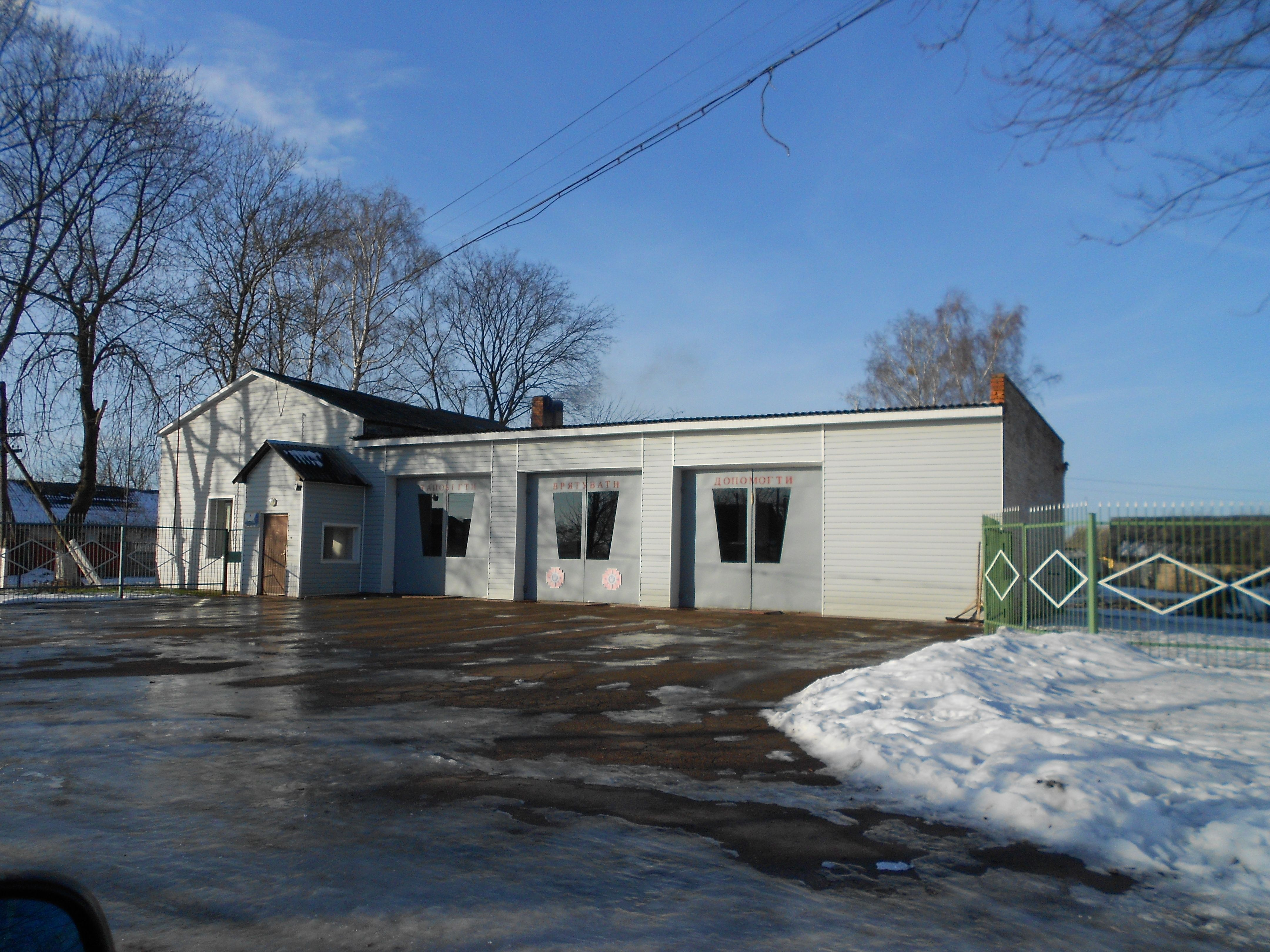
пожежна частина
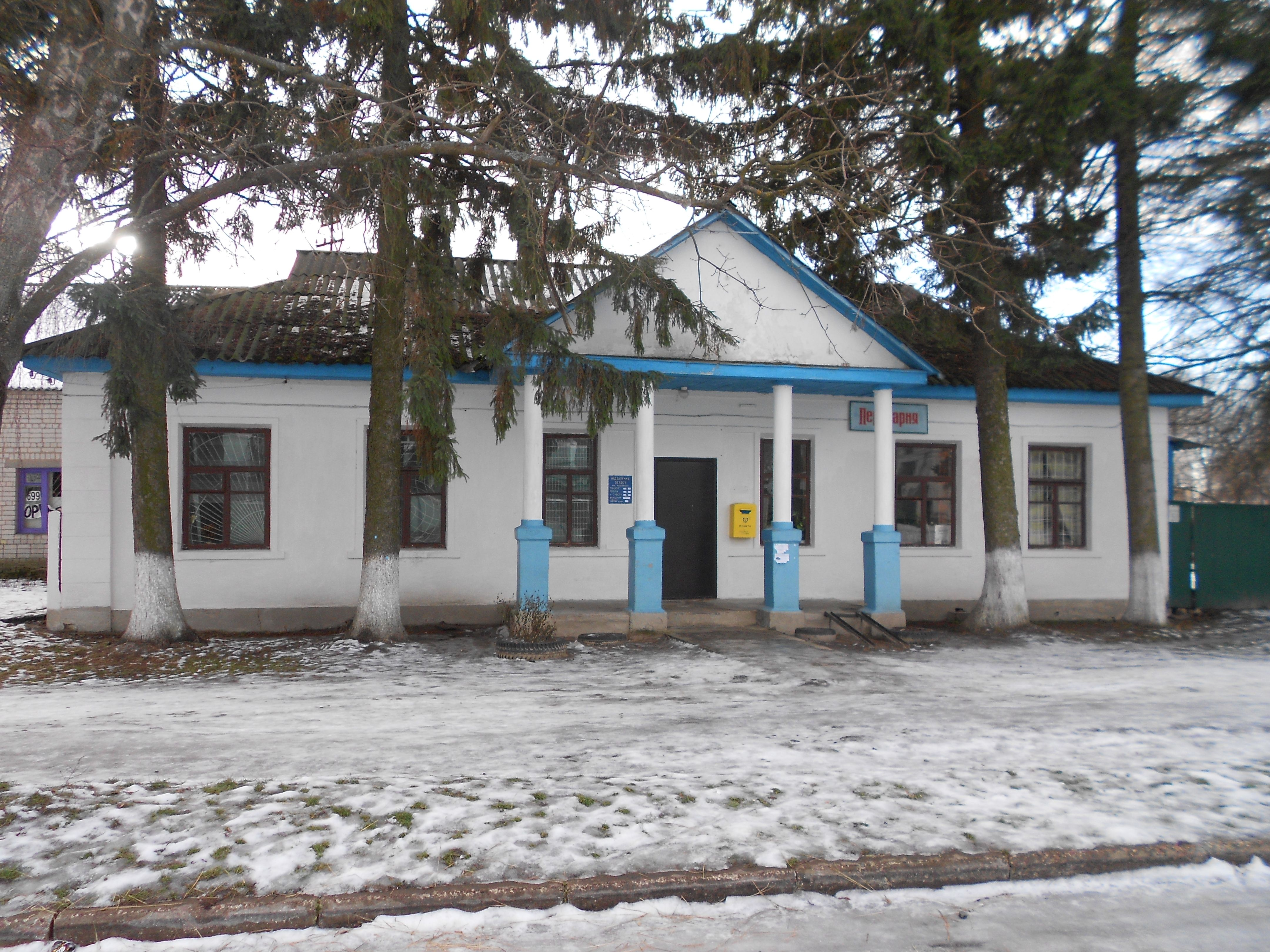
пошта і перукарня
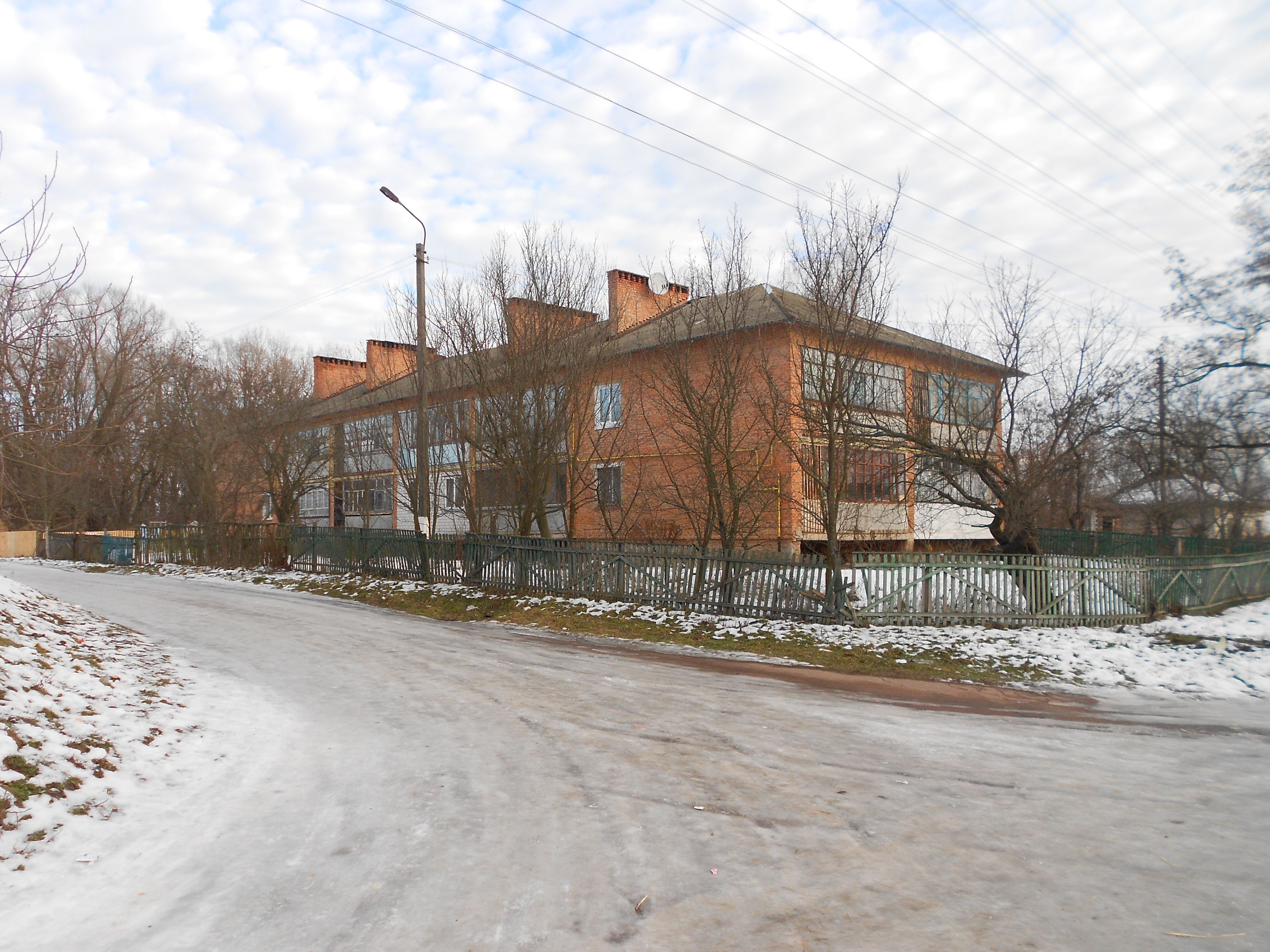
2-х поверховий цегляний будинок
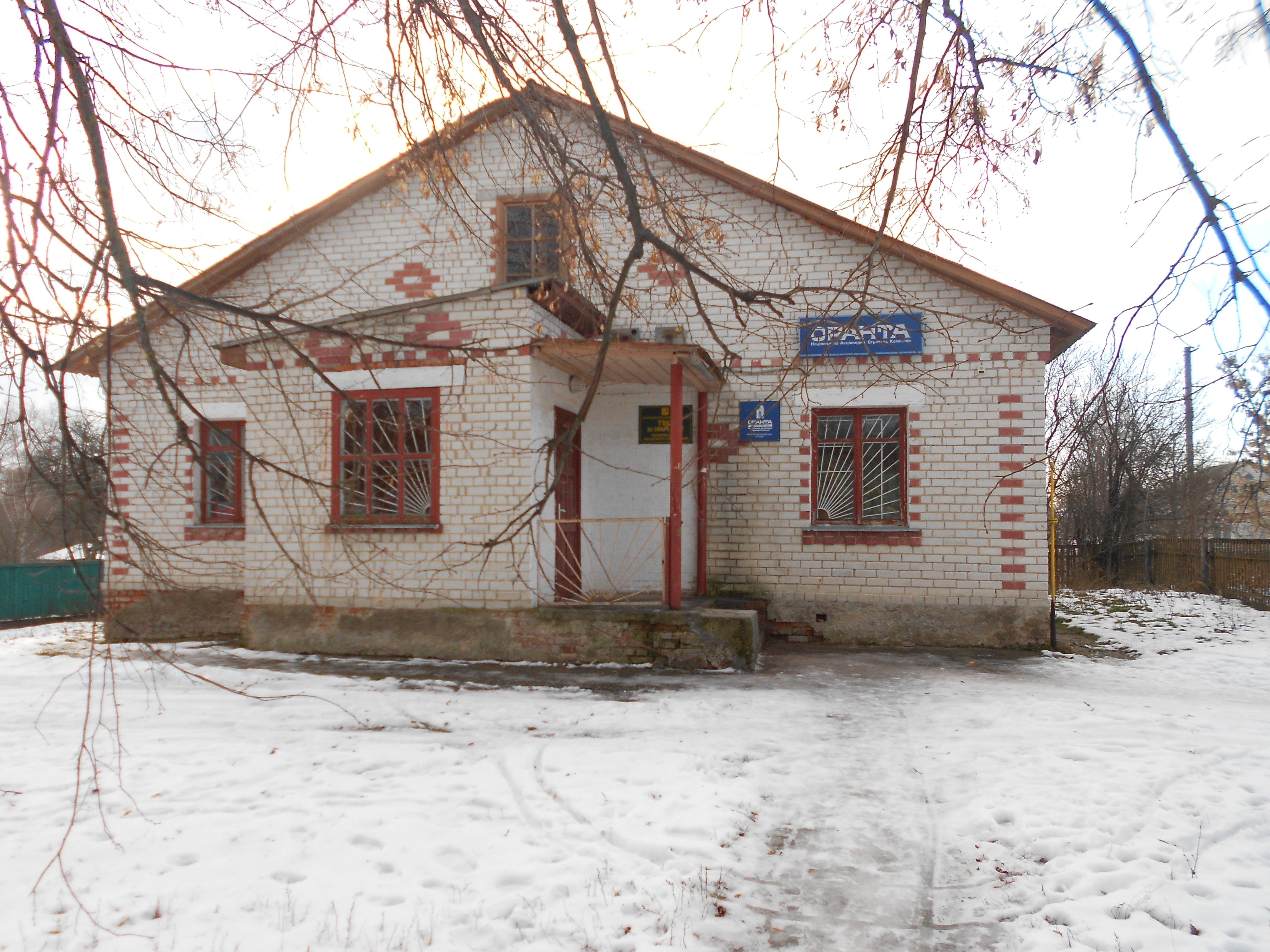
Оранта і ощадбанк
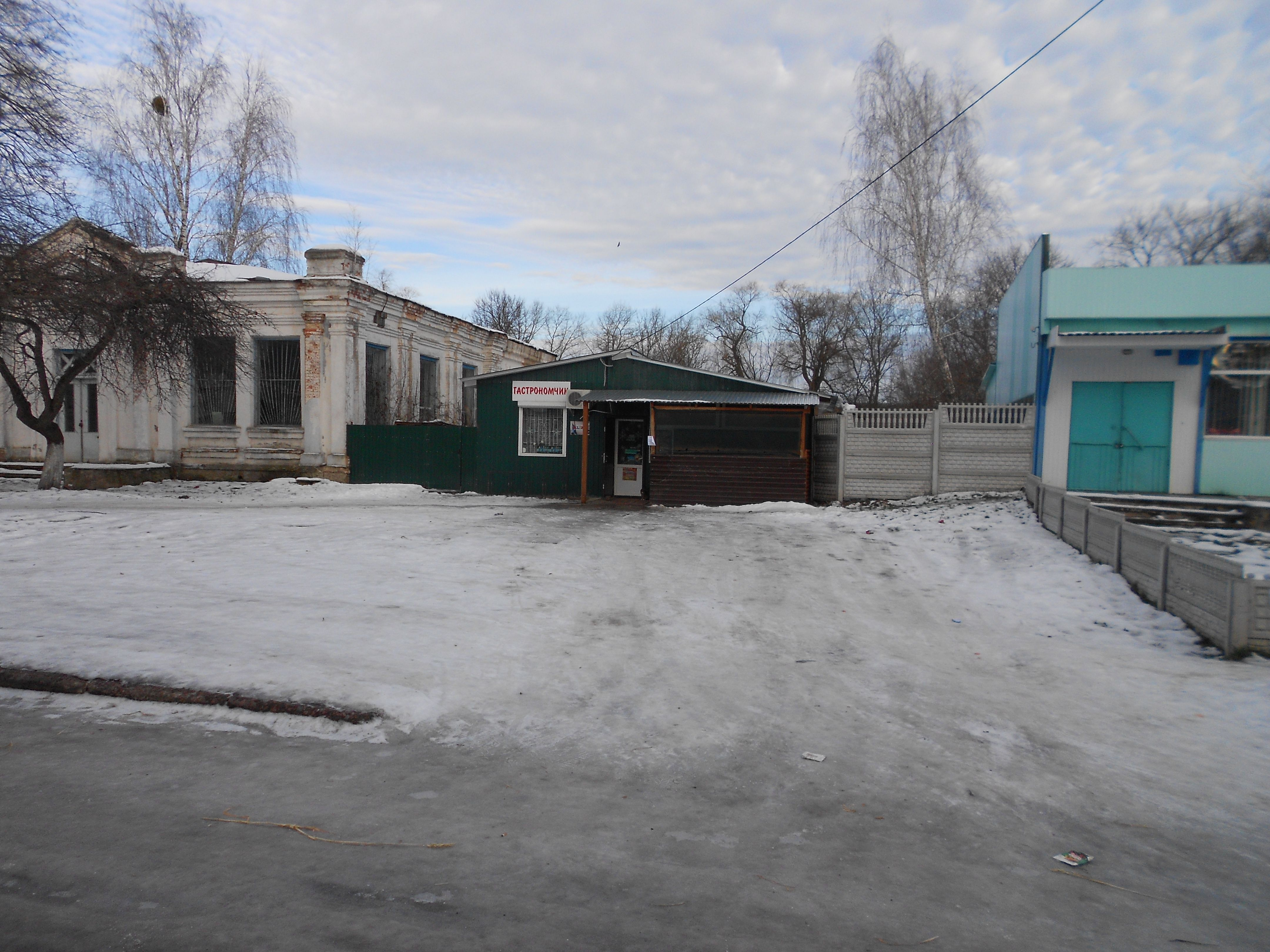
гастроном
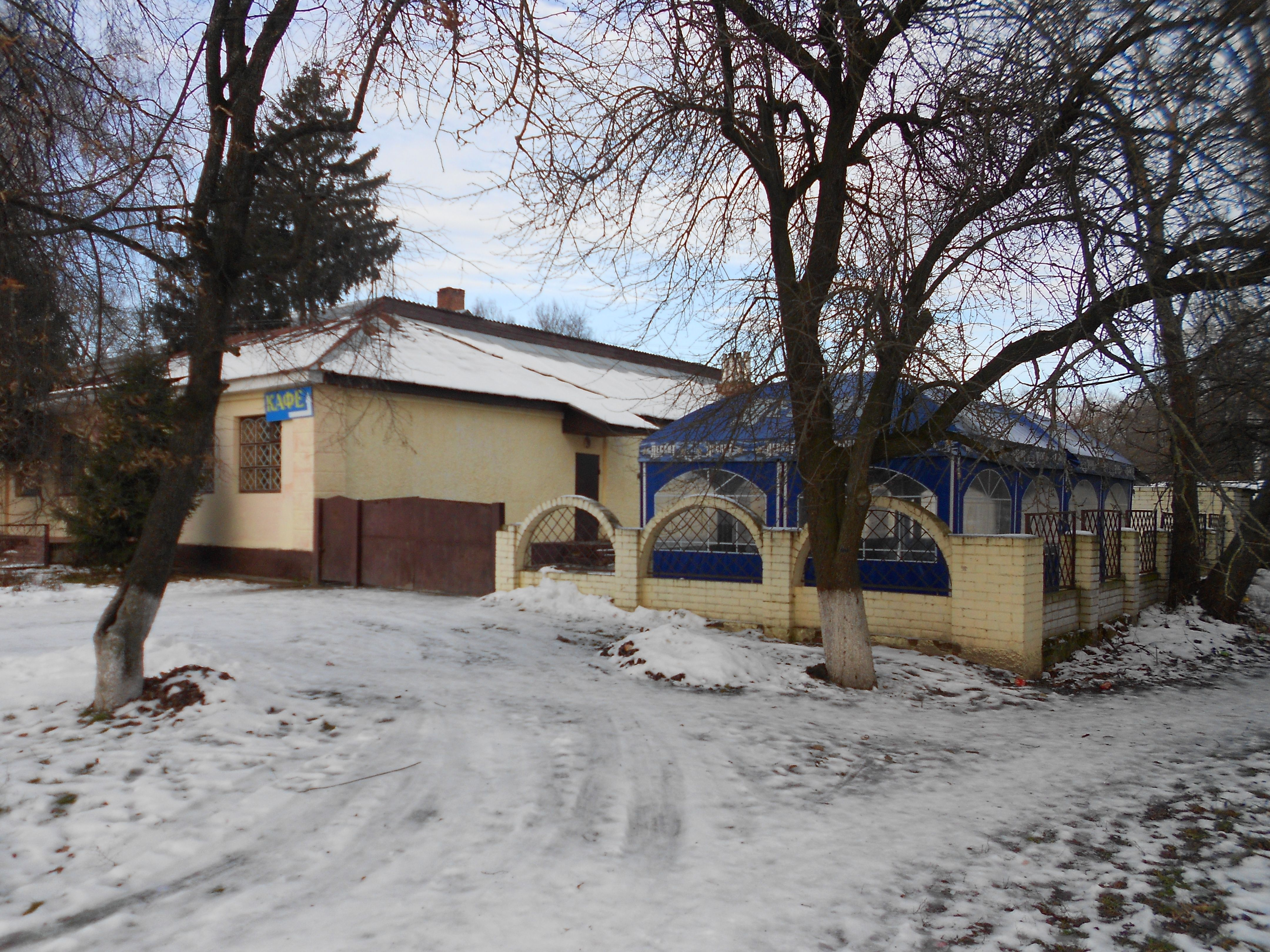
кафе
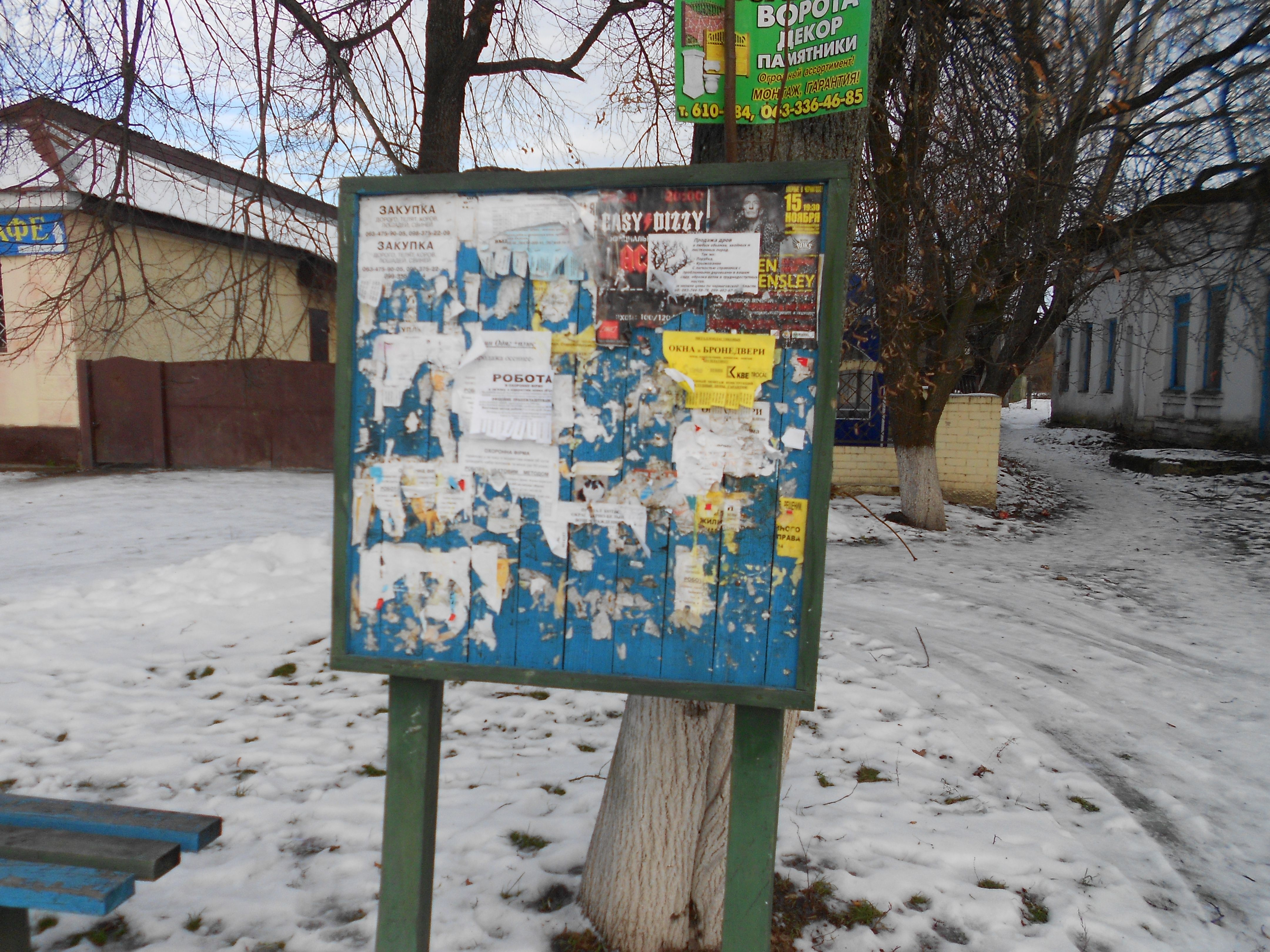
дошка оголошень
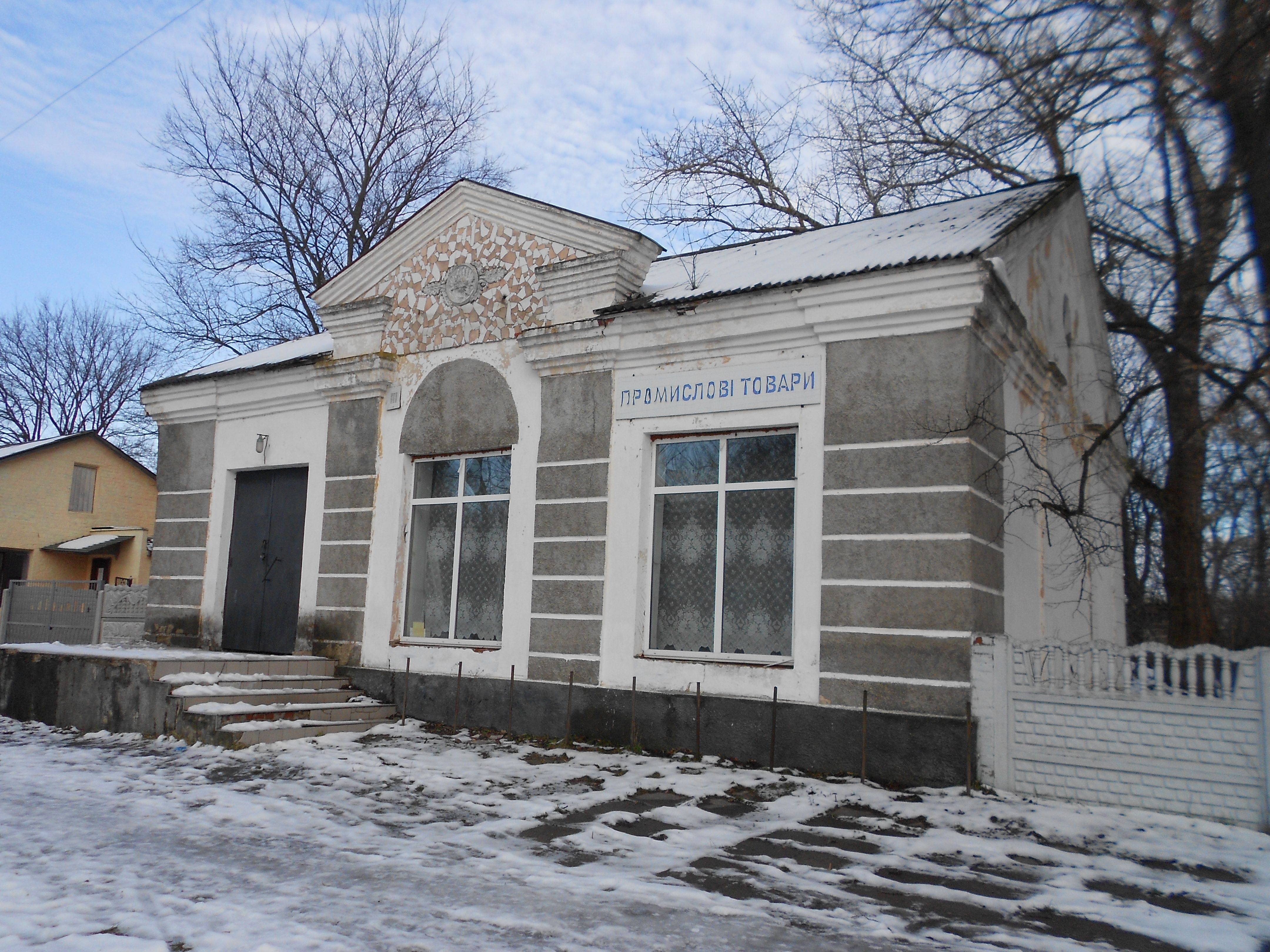
Промислові товари
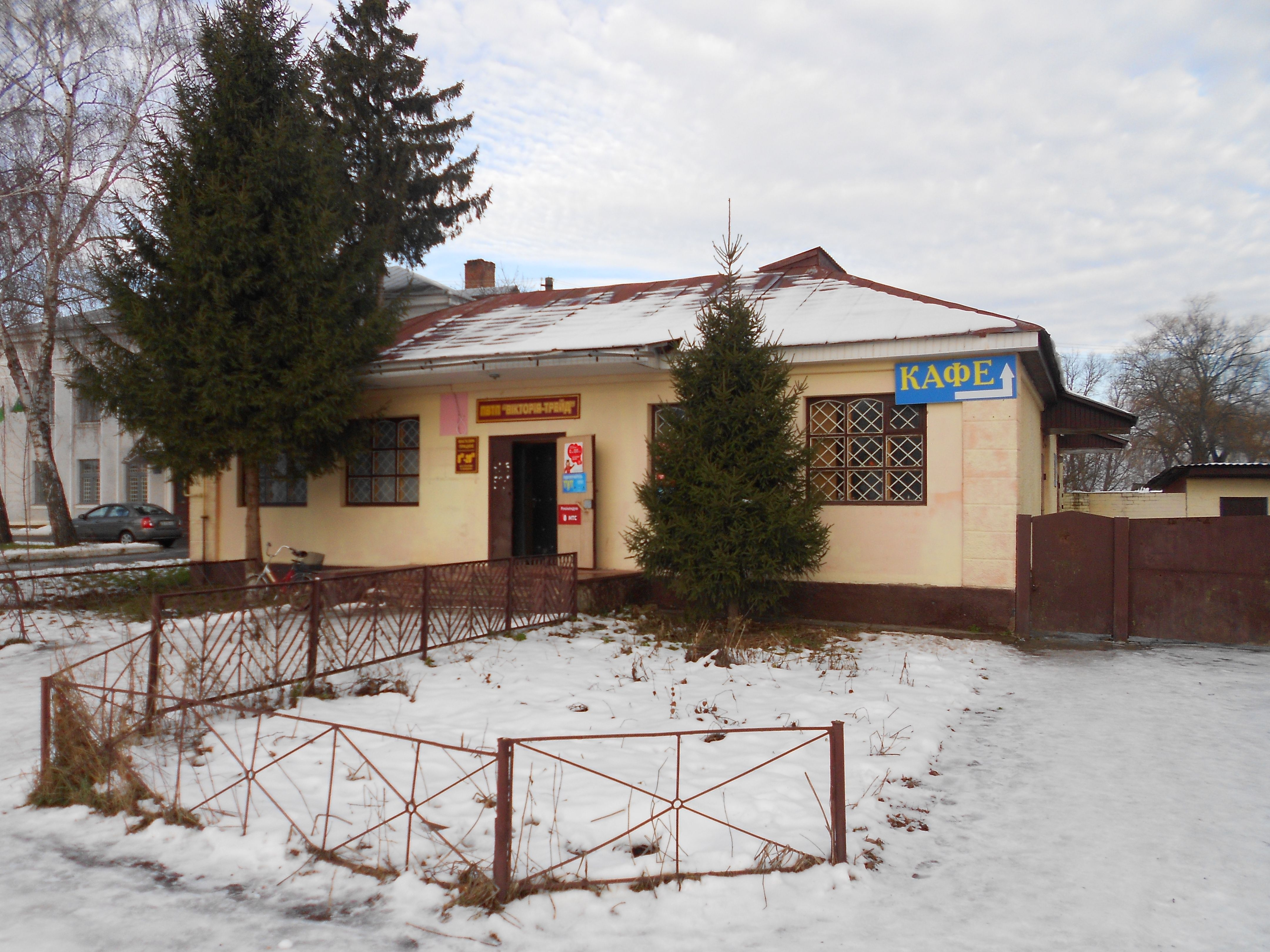
Вікторія-трейд
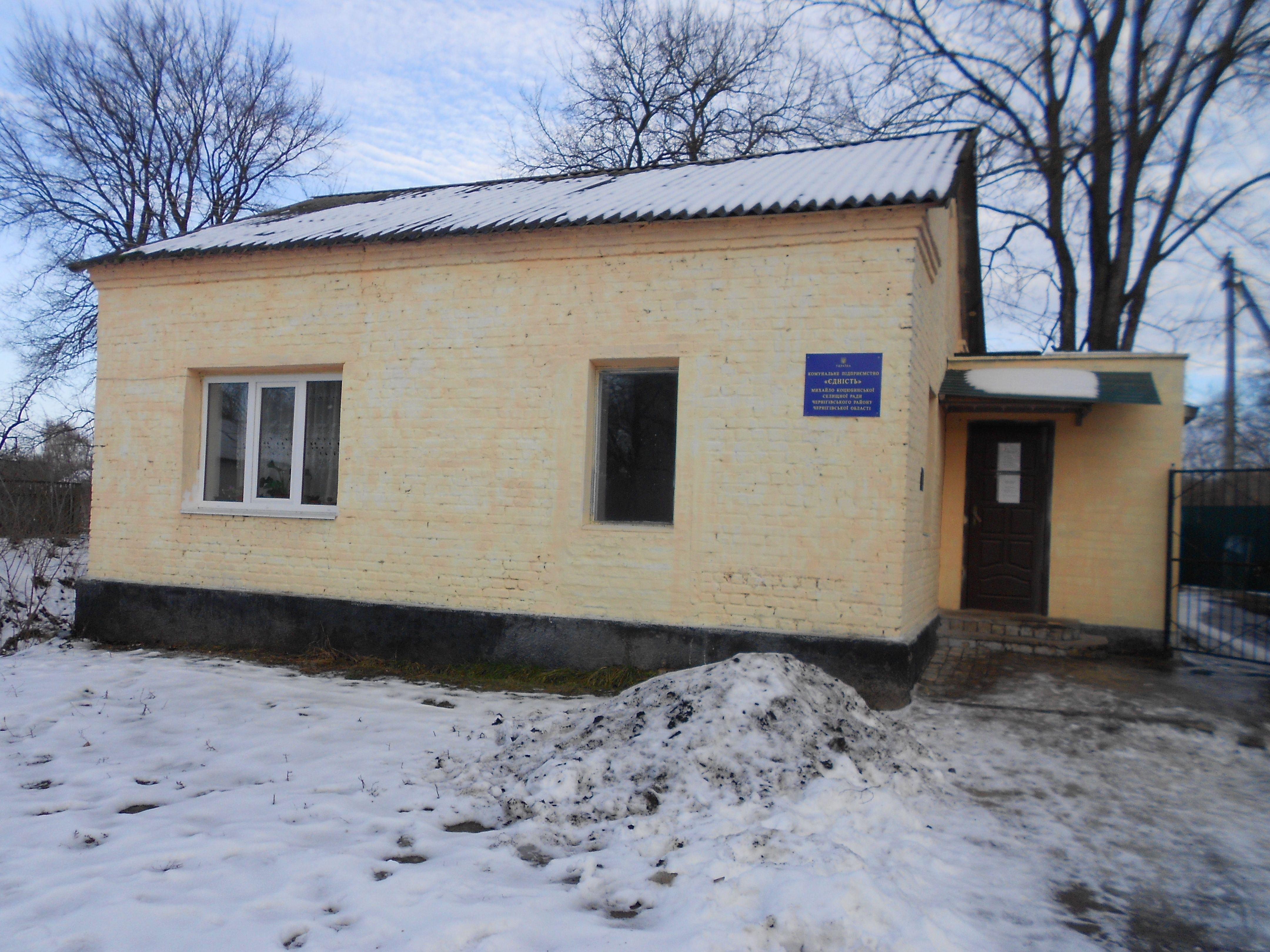
комунальне підприємство
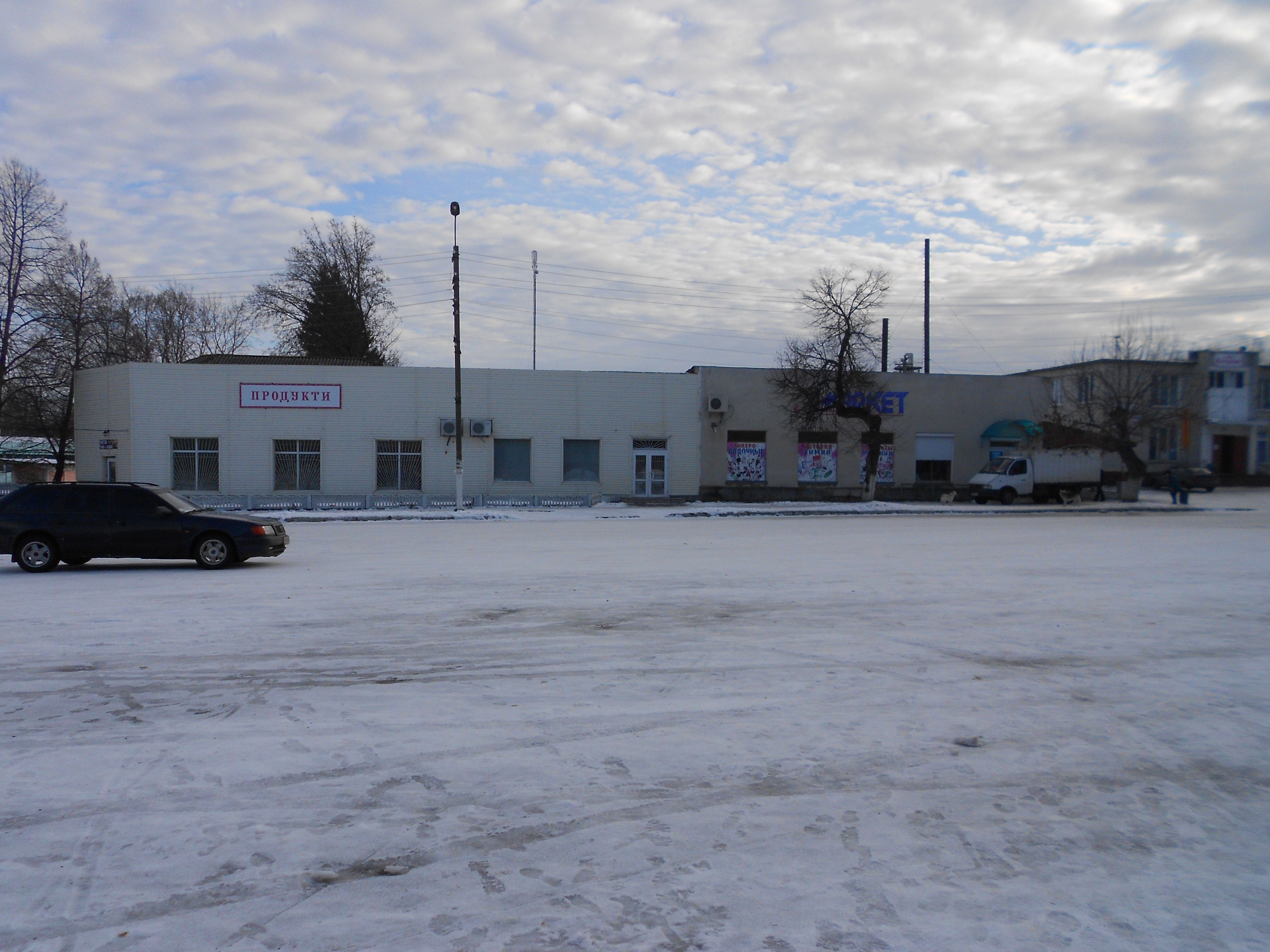
центр
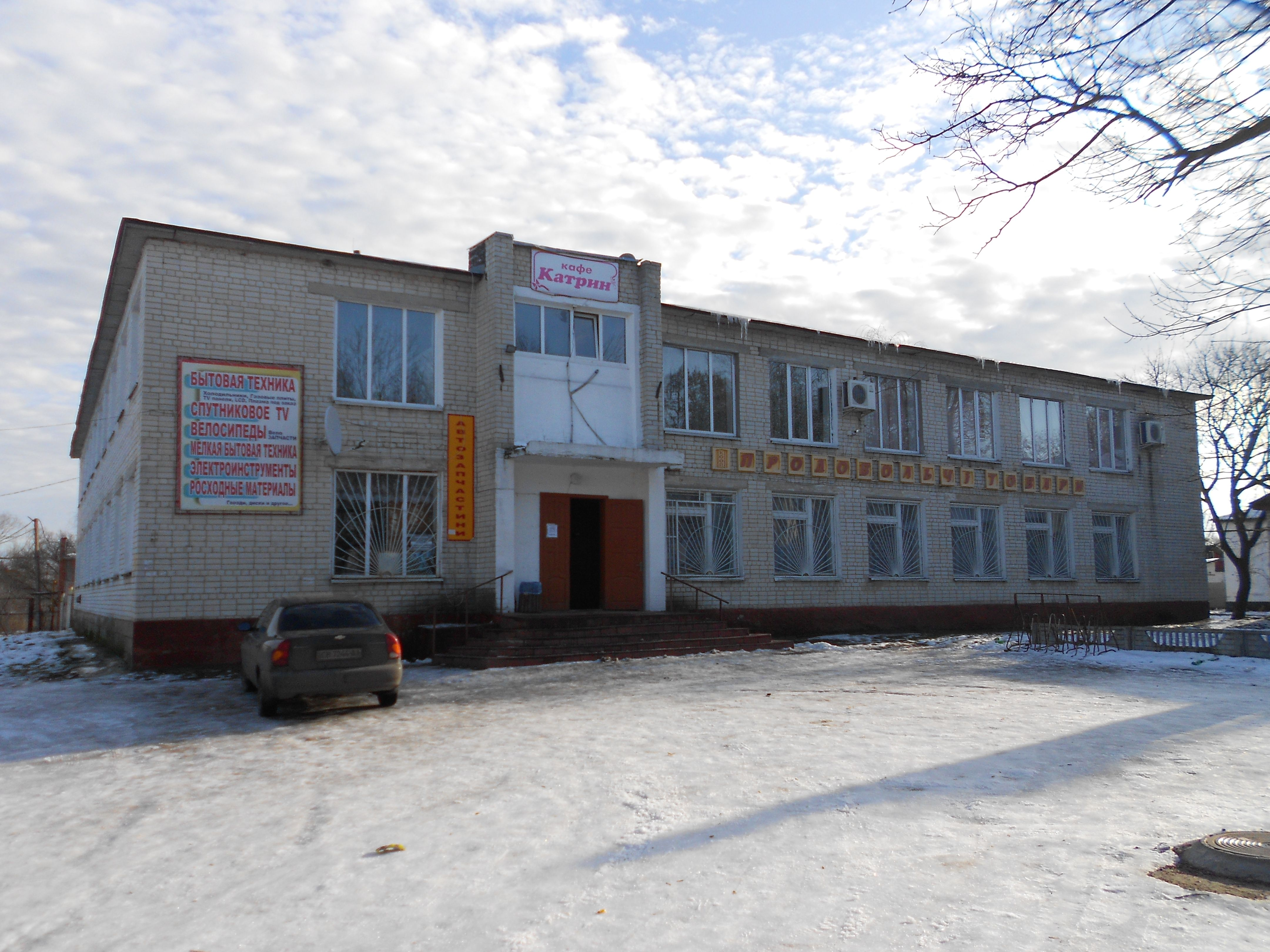
центр
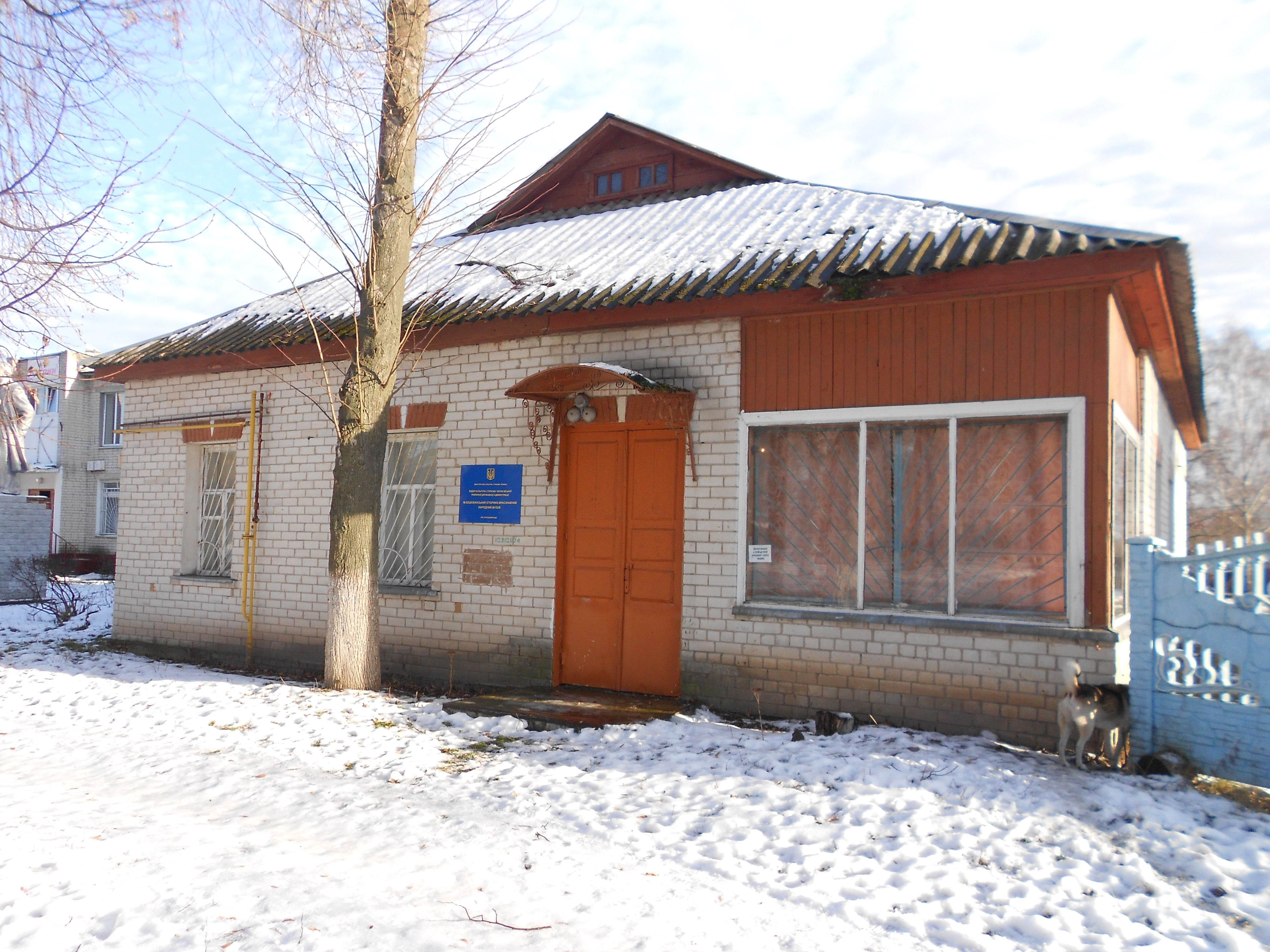
Михайло-Коцюбинський Історико-краєзнавчий музей
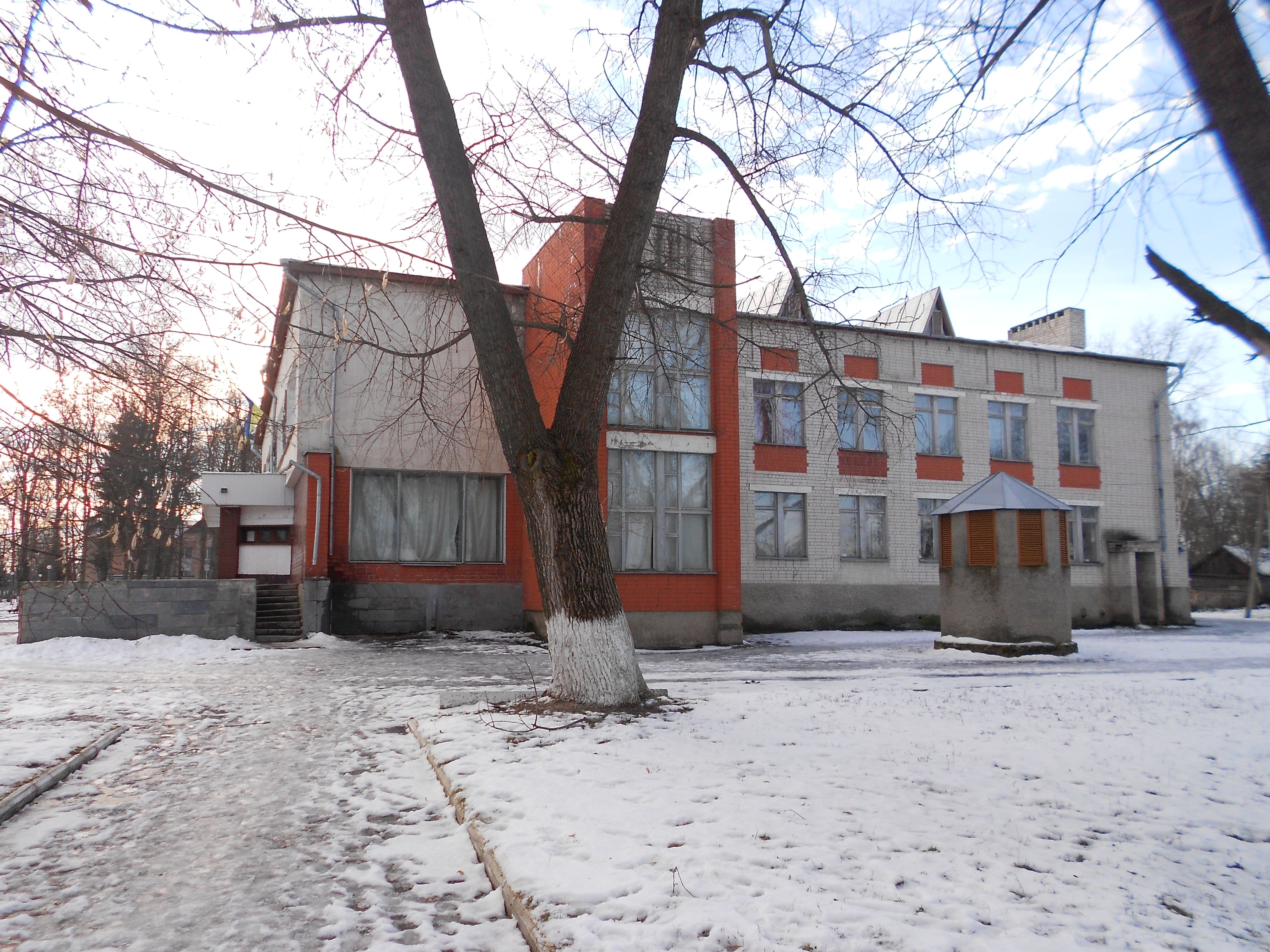
Будинок культури
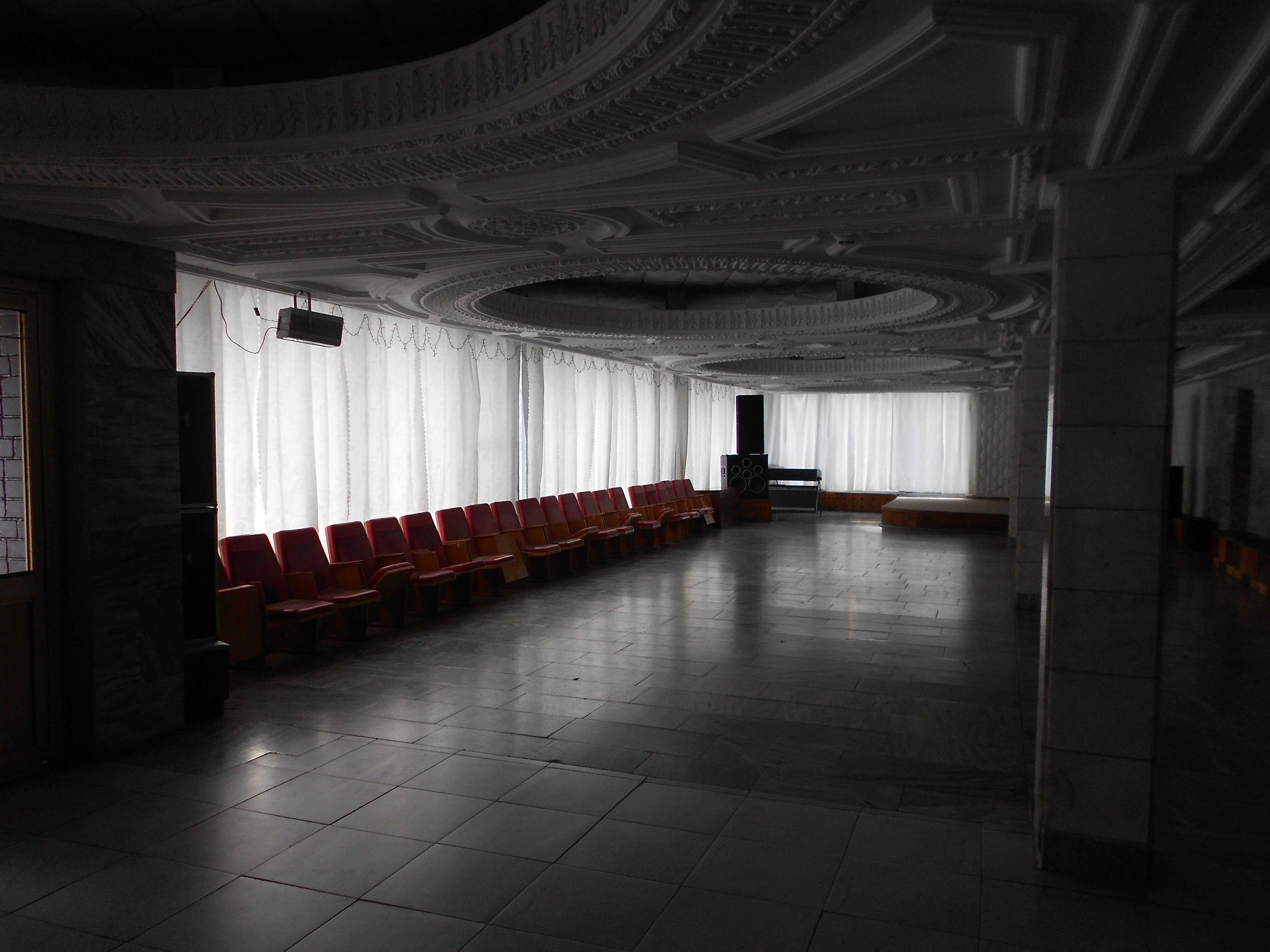
Будинок культури
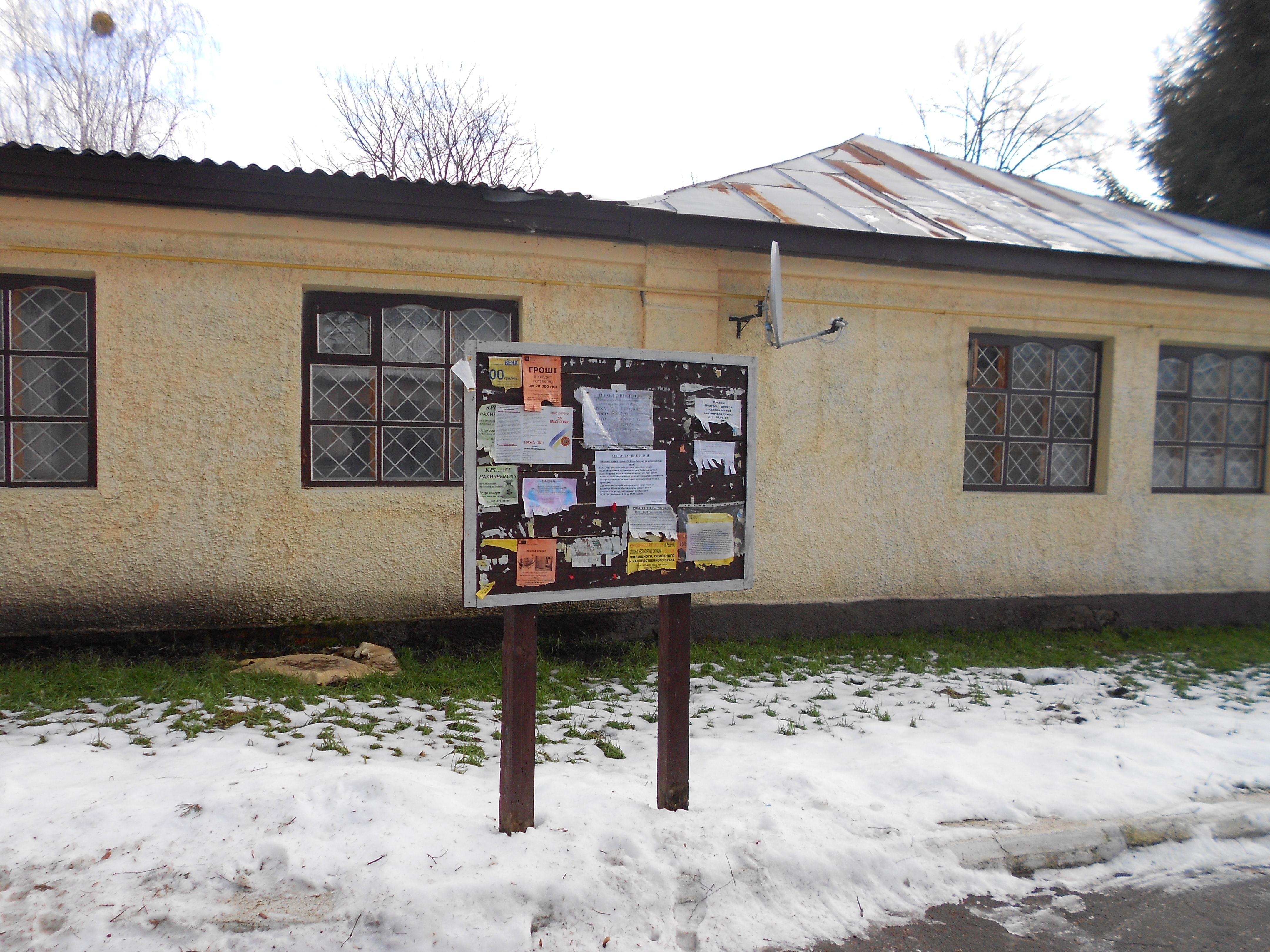
дошка оголошень
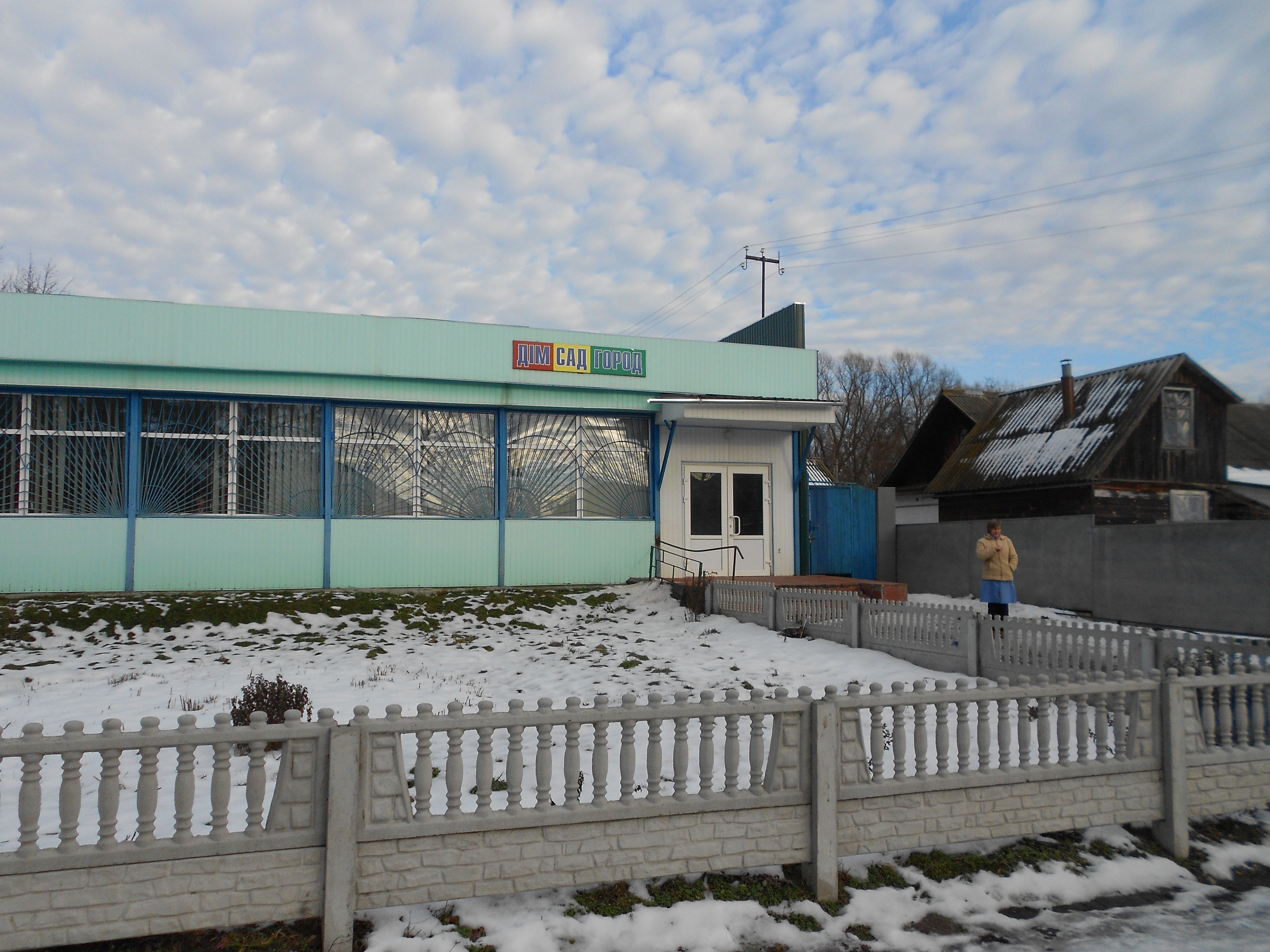
магазин Дім сад
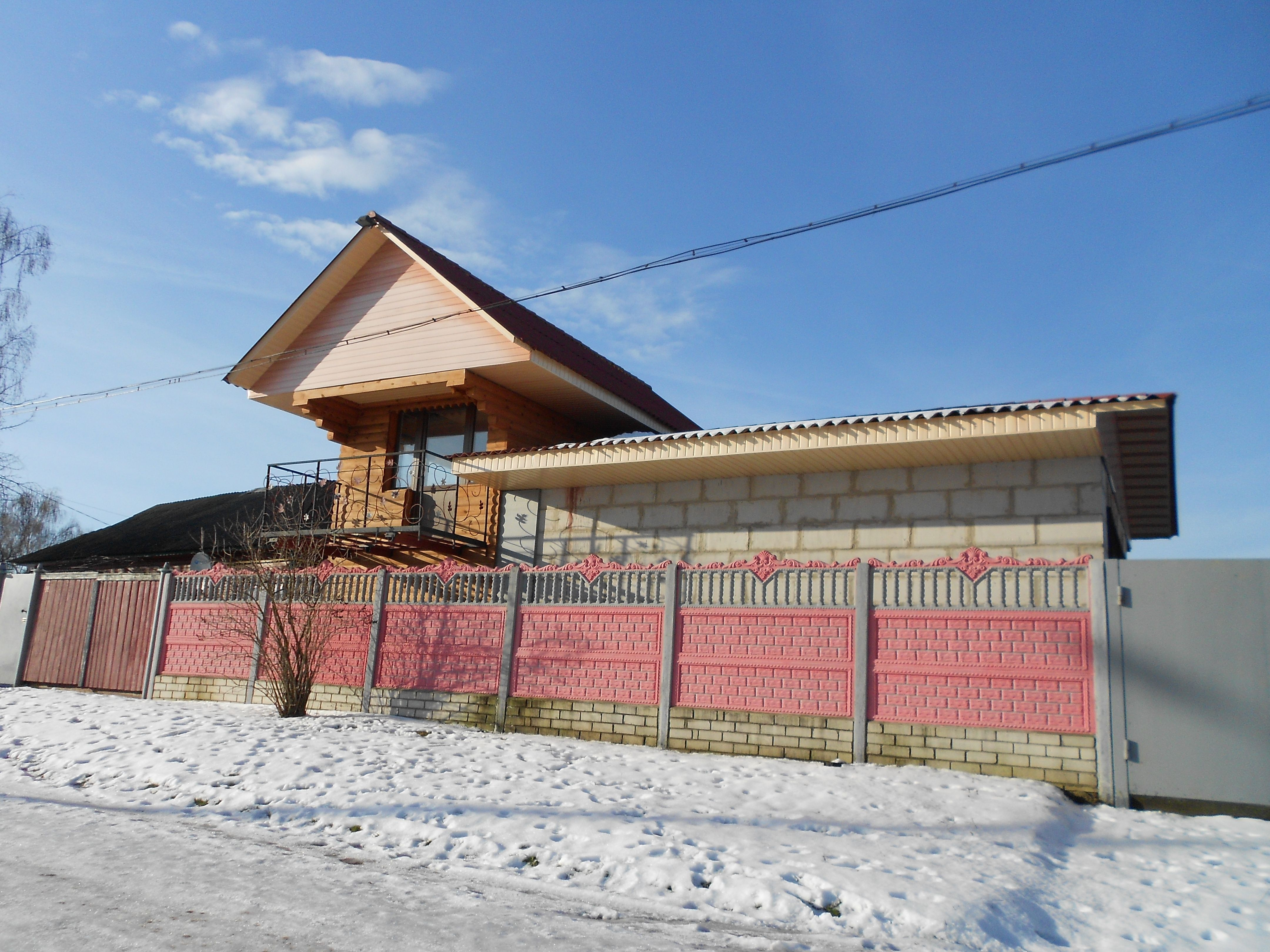
Будинок із навісним дахом
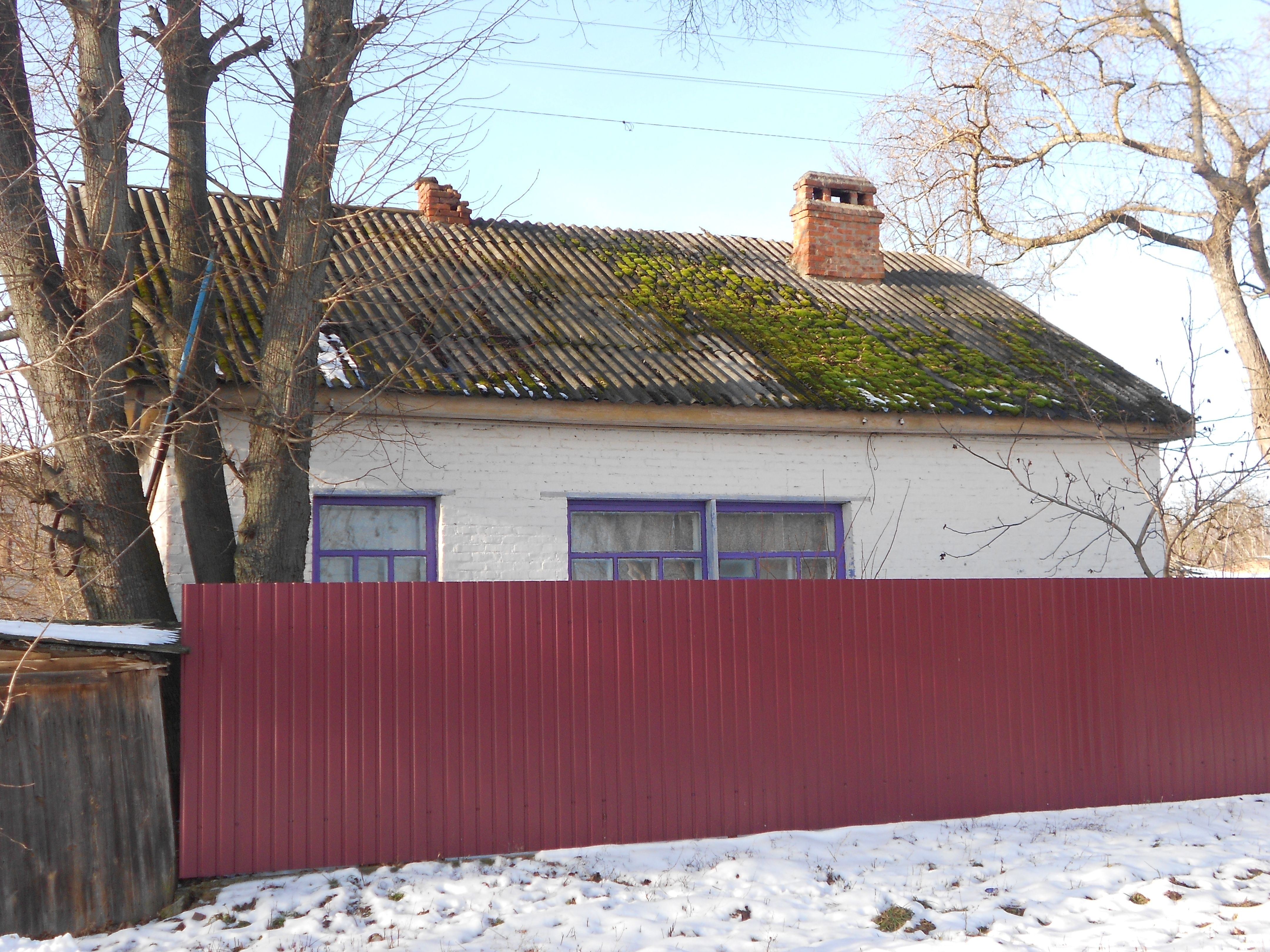
оселя в селищі
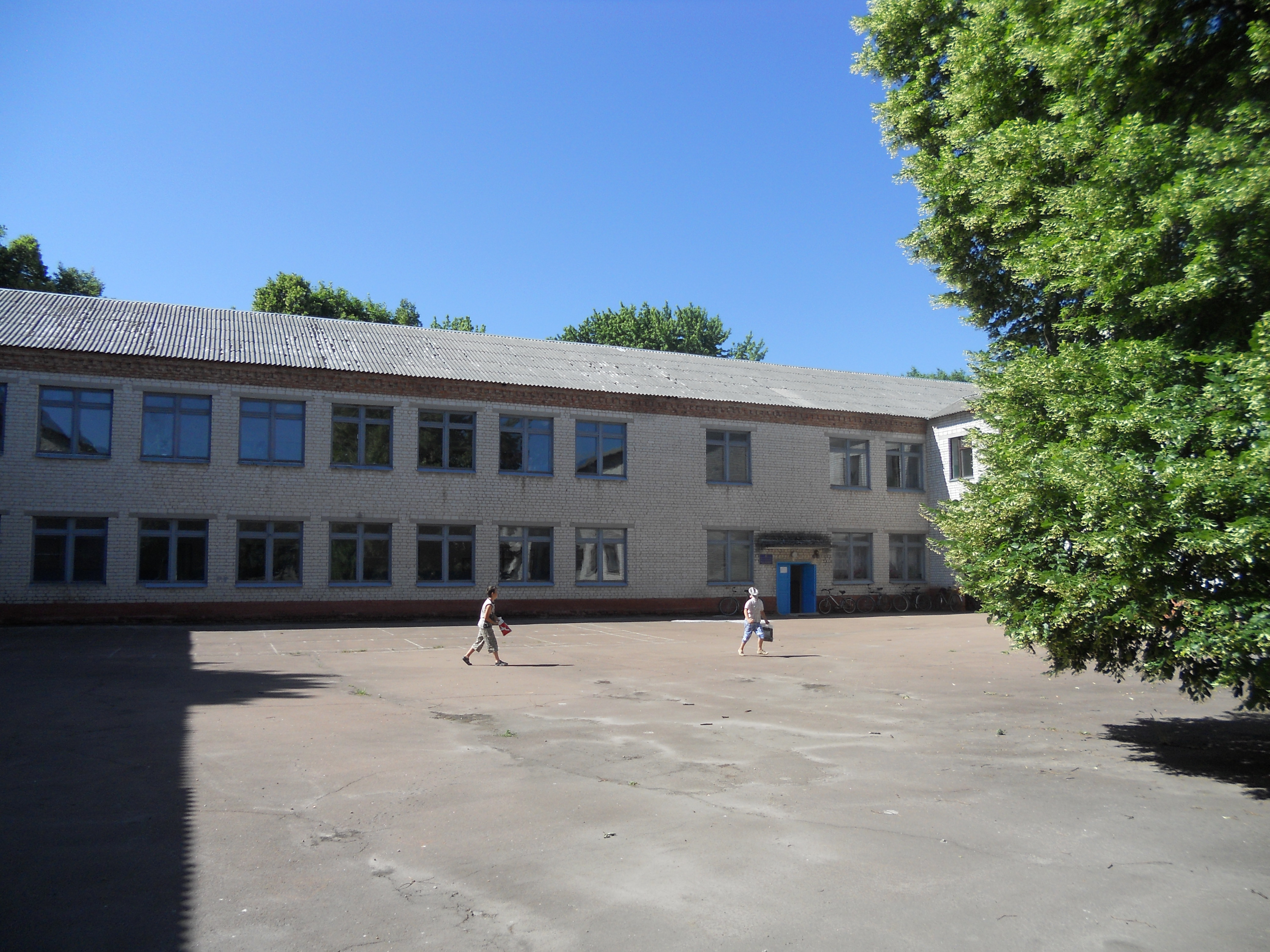
Школа у 2015
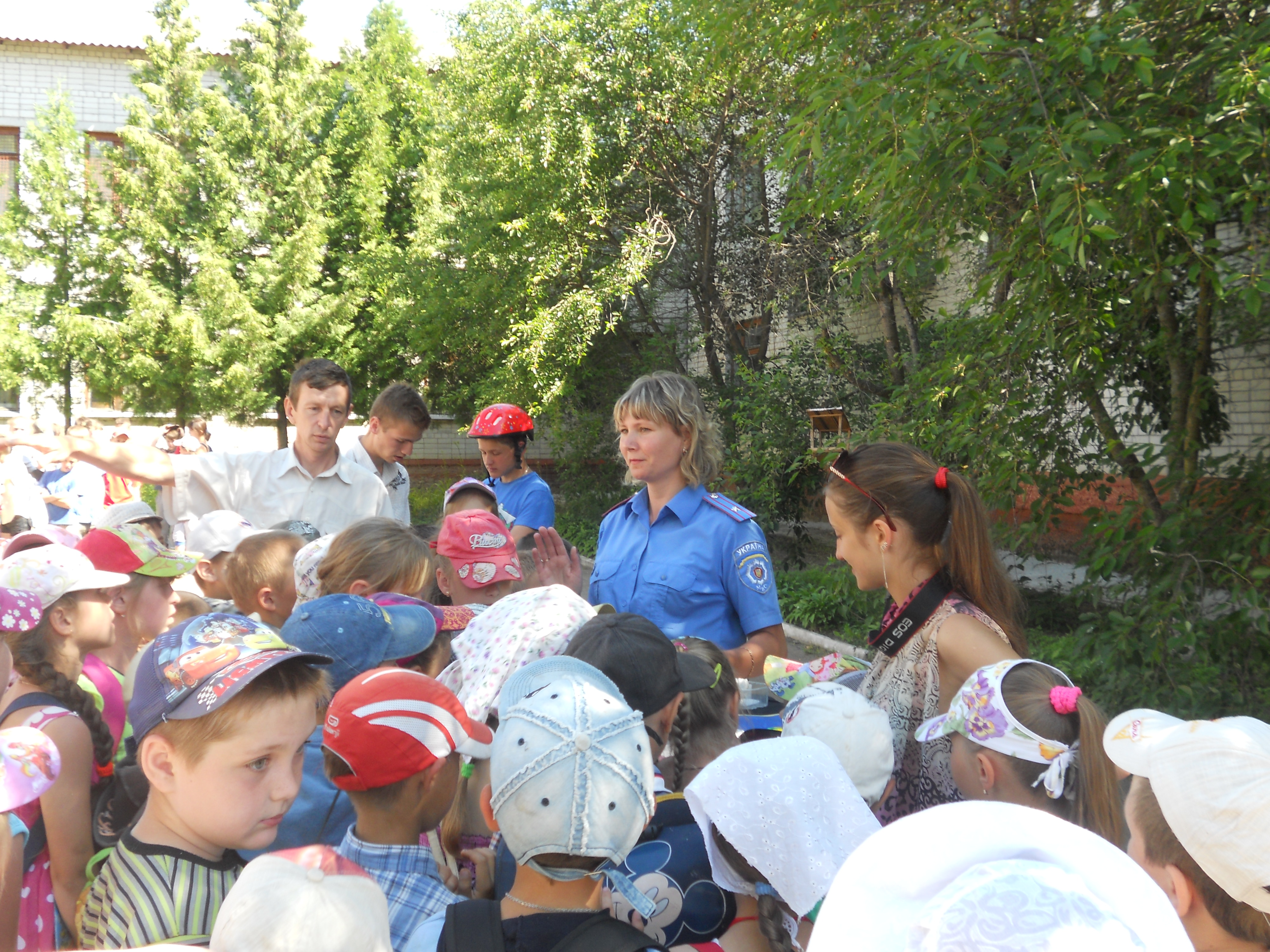
Під час проводення заняття із безпеки дорожнього руху у школі у 2015
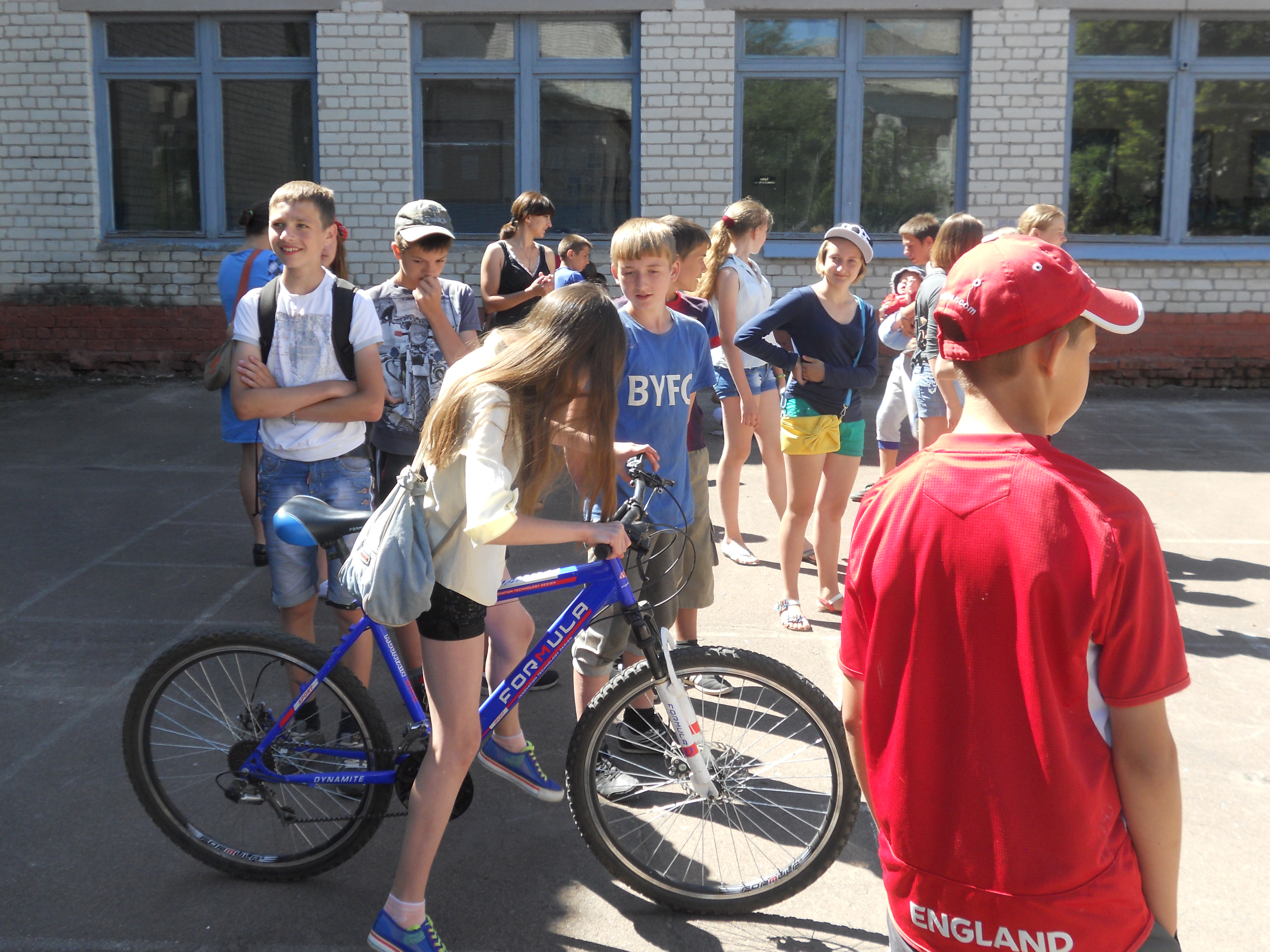
Під час проводення заняття із безпеки дорожнього руху у школі у 2015
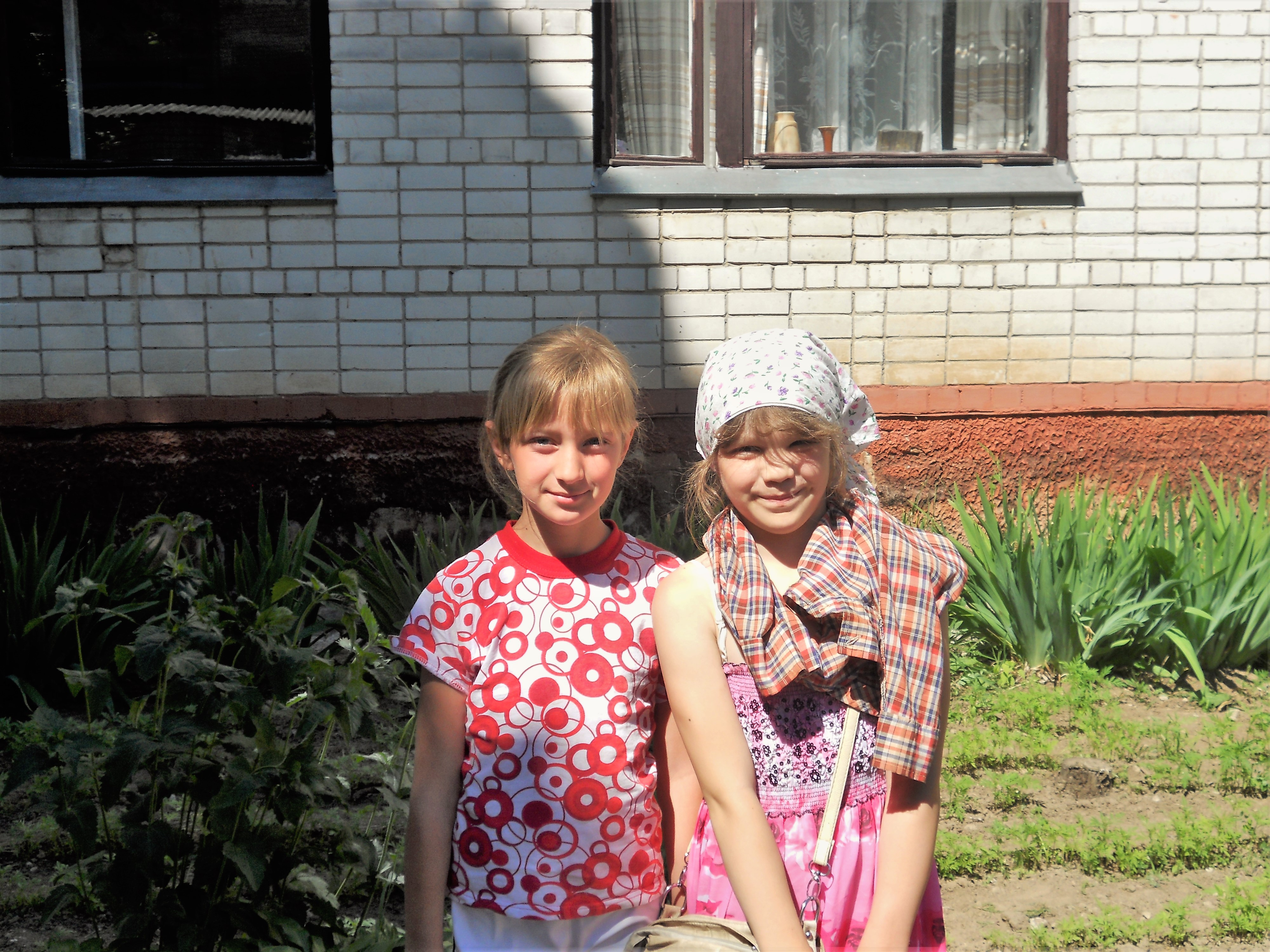
Під час проводення заняття із безпеки дорожнього руху у школі у 2015
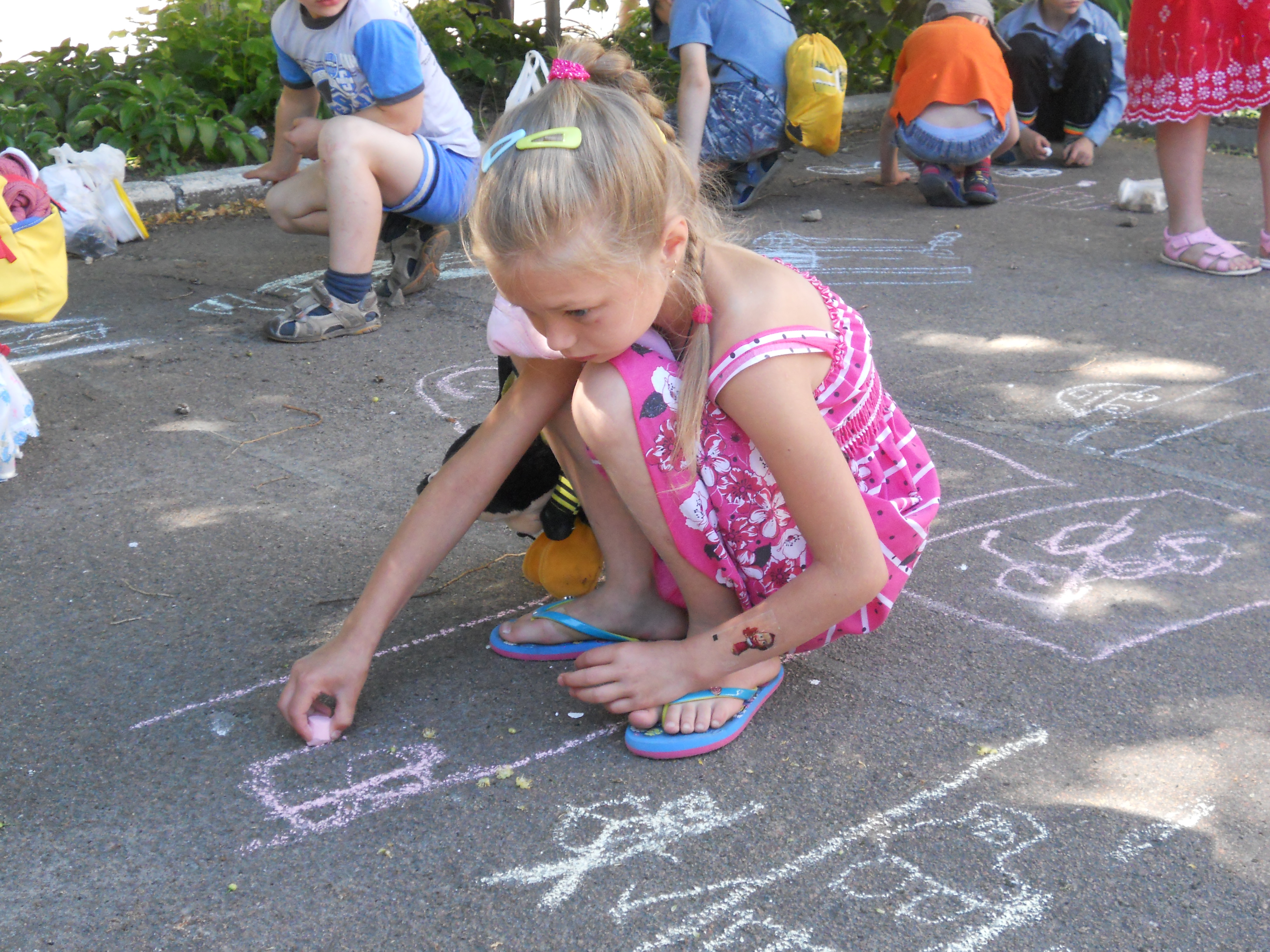
Під час проводення заняття із безпеки дорожнього руху у школі у 2015